# Klasyfikacja kawy

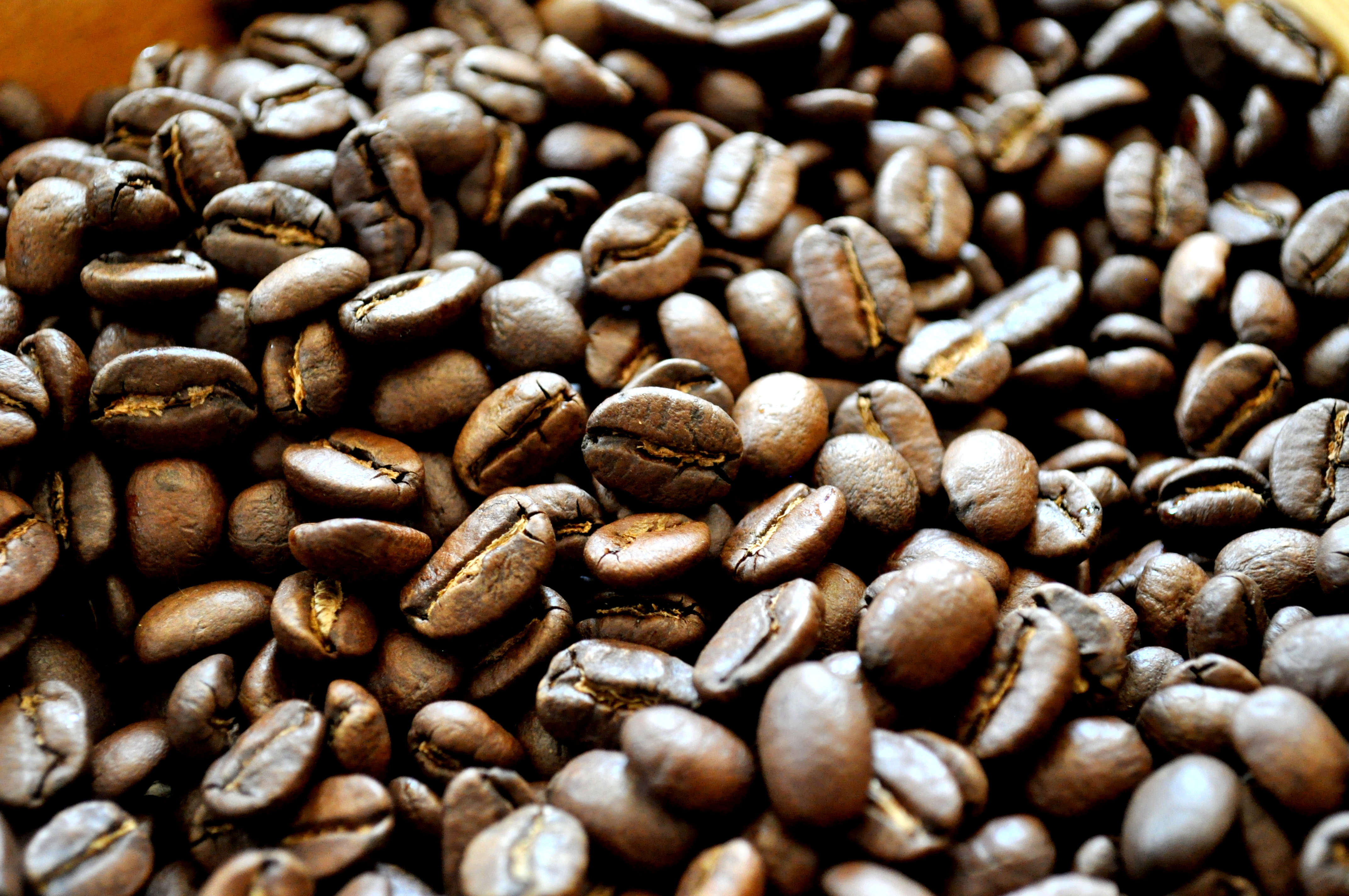
Ziarna kawy kostarykańskiej

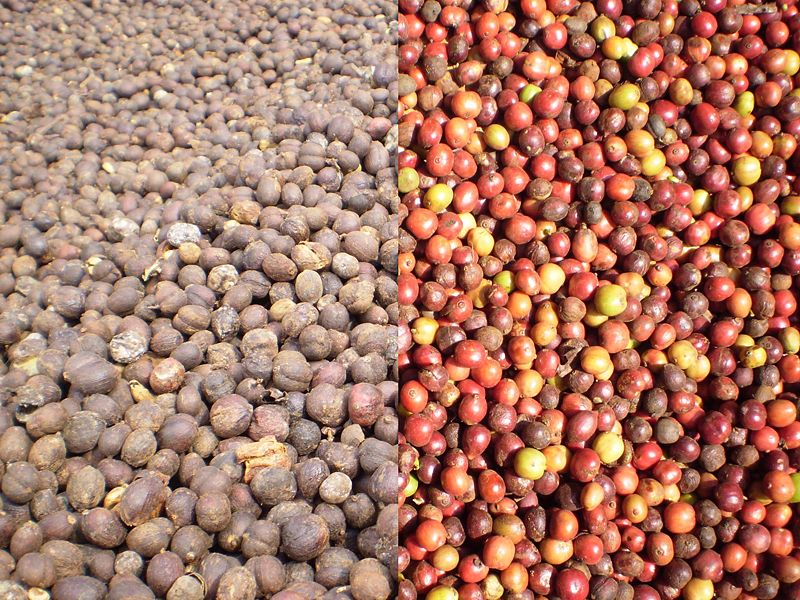
Wietnamska robusta po zbiorze (prawa) i po wysuszeniu (lewa)

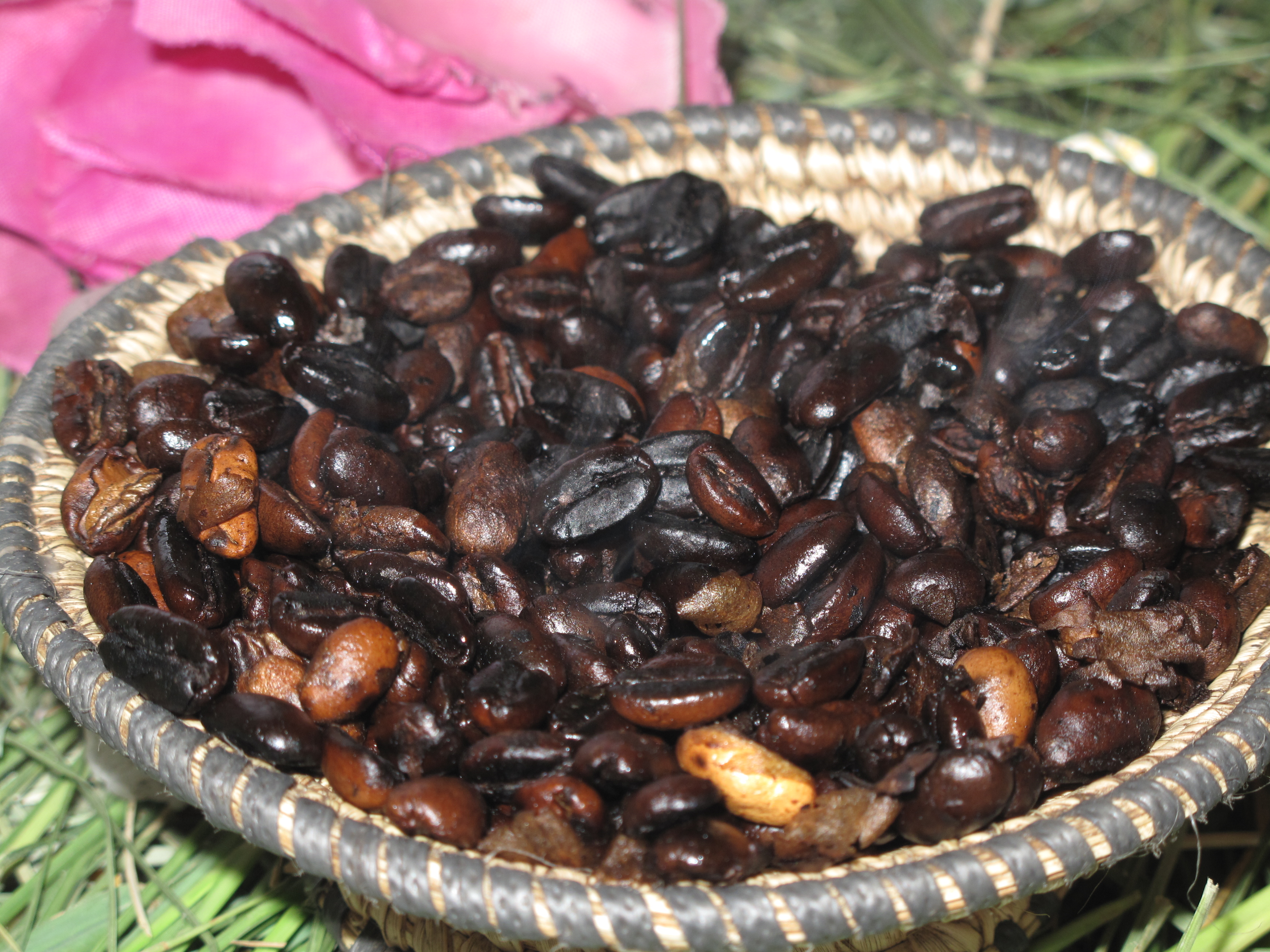
Świeżo uprażone ziarna w Etiopii

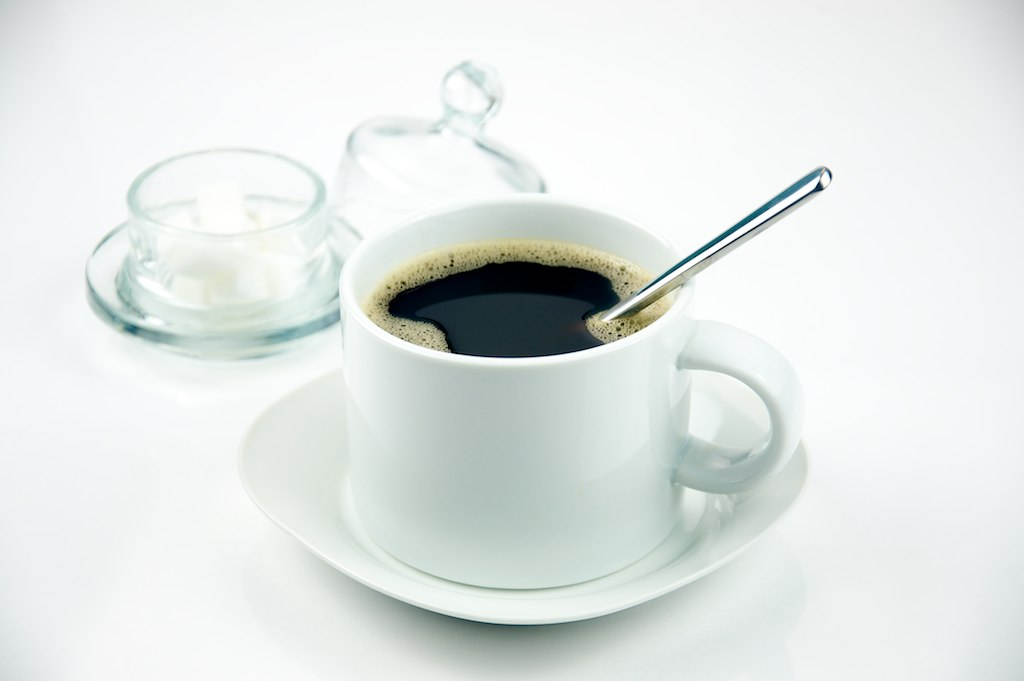
Czarna kawa w białej filiżance podawana na spodeczku z łyżeczką

Klasyfikacja kawy – zróżnicowany ze względu na kraj produkcji lub odbioru, handlowy system podziału jakościowego ziaren kawowca, używanych do przygotowywania kawy.

## Klasyfikacja kawy zielonej według Giełdy w Londynie
Standardy Coffee Quality Standards przyjęto w 1967 przez International Coffee Organisation (powstałą pod auspicjami ONZ). Giełda londyńska oferuje ziarna kawy zielonej z Angoli, Nigerii, Ghany, RPA, Gwinei Równikowej, Tanzanii, Indii, Togo, Kamerunu, Sierra Leone, Konga, DRK, Ugandy, Madagaskaru i Wybrzeża Kości Słoniowej, a dodatkowo z Indonezji i Trynidadu (z upustami). Typy kaw określa się w Londynie na podstawie ustalonych w 450-gramowej próbce liczbie wad, przy czym wymagane są opinie ekspertów do poszczególnych partii. Każda z partii musi zawierać więcej niż 25% ziaren przechodzących przez sito nr 14, nie mieć nieczystego (np. błotnistego) aromatu oraz nie może dawać wadliwego naparu.
Numeracja klas wraz z dopuszczalną ilością wad:

Państwa członkowskie International Coffee Organisation (na zielono producenci, na brązowo odbiorcy)

- klasa 1: 150 wad - jest to typ wzorcowy,
- klasa 2: 151-175 wad,
- klasa 3: 176-200 wad,
- klasa 4: 201-250 wad,
- klasa 5: 251-300 wad,
- klasa 6: 301-350 wad[2].

Klasyfikacja przeliczeniowa wad:
- ziarna czarne lub trześnia: 1 punkt na ziarno,
- ziarna półczarne, kwaśne, z dużymi skórkami lub w pergaminie: 1 punkt na 2 ziarna,
- duży kamień (>5 cm): 5 punktów za jeden,
- średni kamień (>1 cm): 2 punkty za jeden,
- małe grudki ziemi albo patyki: 1 punkt za dwa,
- duży patyk (>3 cm długości): 5 punktów za jeden,
- średni patyk (>2 cm długości): 2 punkty za jeden,
- małe patyki (>1 cm długości): 1 punkt za dwa,
- ziarna połamane, muszelkowate, małe, ze skórkami lub niedojrzałe: 1 punkt za pięć ziaren,
- spożyte do połowy przez szkodniki: 1 punkt za dwa,
- lekko nadjedzone przez szkodniki: 1 punkt za pięć,
- inne, drobne zanieczyszczenia: 1 punkt za zanieczyszczenie[2].

## Klasyfikacja nowojorska kawy zielonej

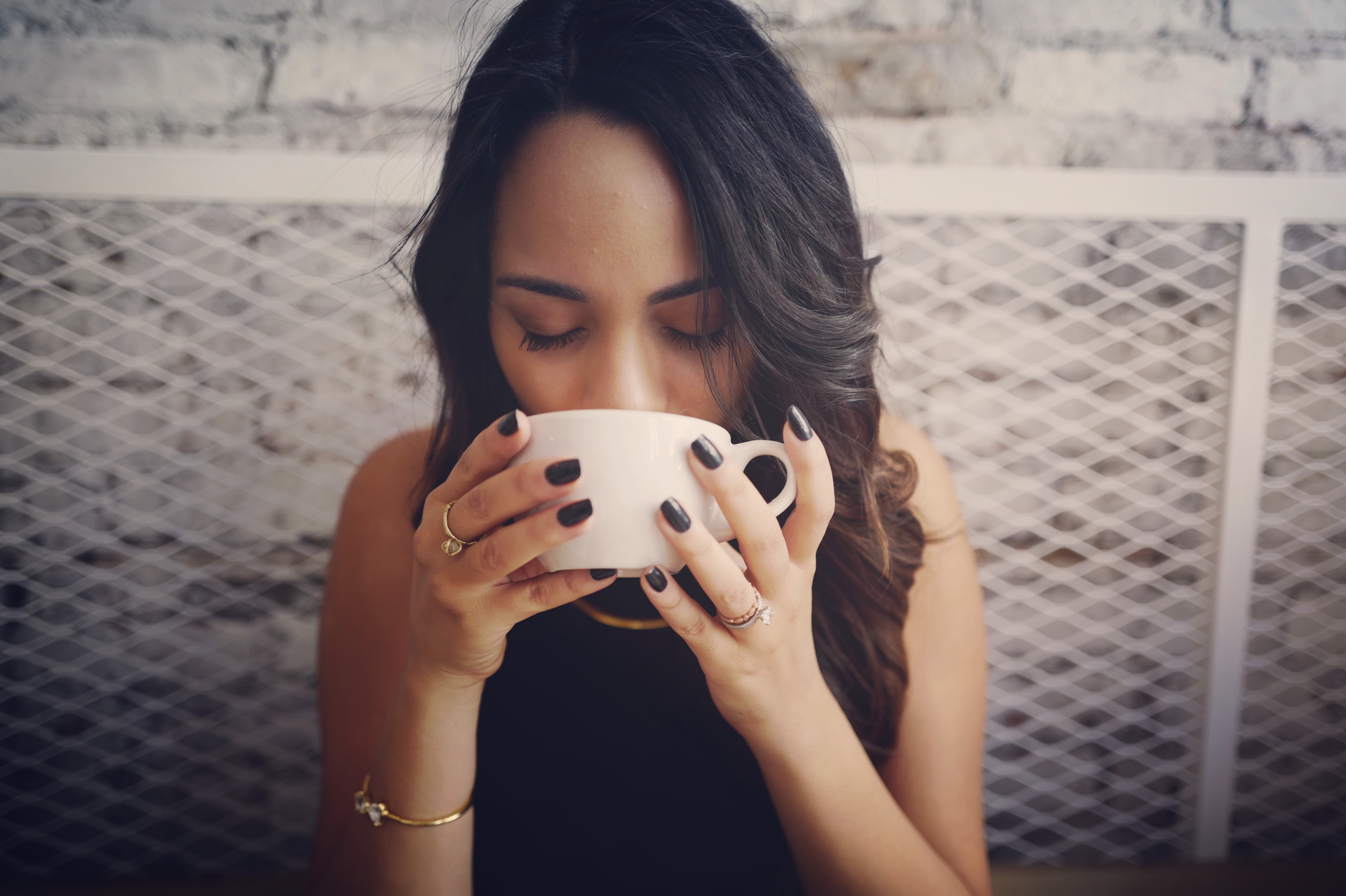
Filiżanka kawy w Nowym Jorku

Klasyfikacja sporządzona przez Green Coffee Association of New York City Inc. Obejmuje cztery grupy kaw, które produkowane są w Brazylii, Kolumbii, Meksyku i państwach Ameryki Łacińskiej. Giełda nowojorska dopuszcza dla każdej z nich ewentualne odchylenia od przyjętych standardów.

### Standard dla kawy brazylijskiej

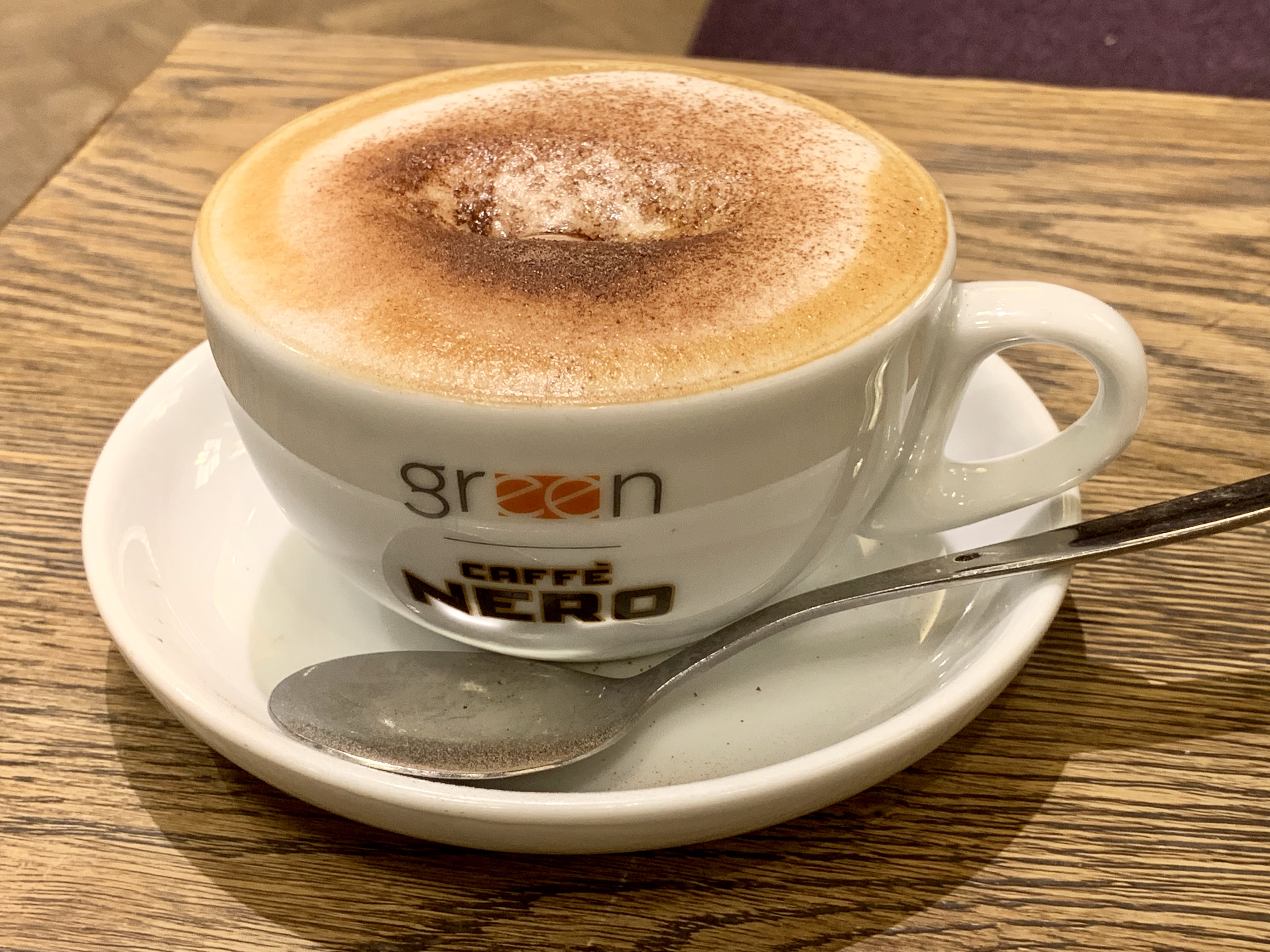
Filiżanka kawy w Warszawie

Podstawa standardu jest arabica (odmiana Bourbon) z bieżących zbiorów. Podstawowym standardem w tym obrębie jest Santos nr 4 (strictly soft, fair to good roast, solit bean) o łagodnym smaku i jednorodnym wyglądzie ziaren. Przedmiotem obrotu są 15-tonowe partie po 250 worków. Partie muszą mieścić się w typach od Santos 2 do 6, przy czym typ przeciętny typ winien się mieścić w przedziale od 3 do 5. Smak hard jest niedozwolony. Niezgodność ze standardami wiąże się z potrąceniami lub dopłatami, o czym decyduje specjalnie powołany komitet giełdowy.
Klasyfikacja przeliczeniowa wad:
- ziarna czarne, kwaśne, trześnia, kamienie i patyki średnie: 1 punkt na sztukę,
- ziarna półczarne lub w łusce pergaminowej: 1 punkt na dwa ziarna,
- małe kamienie lub patyki, łuski średnie: 1 punkt na 2-3 ziarna,
- muszelki: 1 punkt na trzy ziarna,
- ziarna połamane, lekkie, niedojrzałe, niewykształcone właściwie: 1 punkt na pięć ziaren,
- uszkodzone przez szkodniki: 1 punkt na dziesięć ziaren,
- duży kamień lub patyk: 2-3 punkty na sztukę[2].

Klasyfikacja typów kaw zależna od liczby wad w próbce 453,6 grama:
- typ 2 - liczba wad: 6,
- typ 2/3 - liczba wad: 9,
- typ 3 - liczba wad: 13,
- typ 3/4 - liczba wad: 21,
- typ 4 - liczba wad: 30,
- typ 4/5 - liczba wad: 45,
- typ 5 - liczba wad: 60,
- typ 5/6 - liczba wad 90,
- typ 6 - liczba wad: 120,
- typ 6/7 - liczba wad: 180,
- typ 7 - liczba wad: 240[2].

Rozmiar ziaren

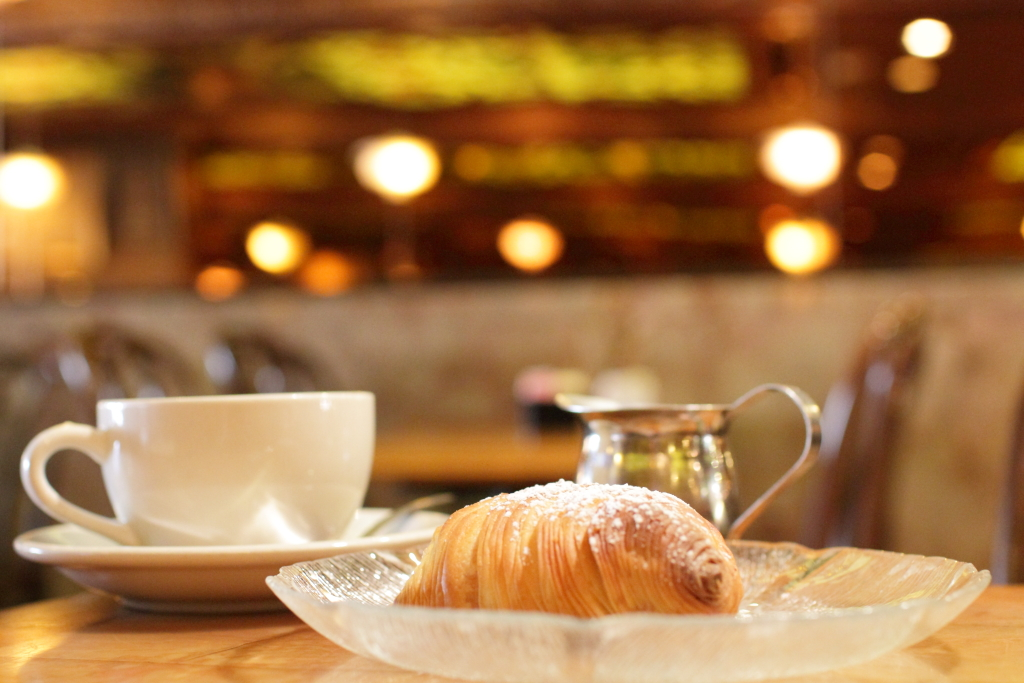
Kawa ze sfogliatellą w kawiarni na nowojorskim East Village

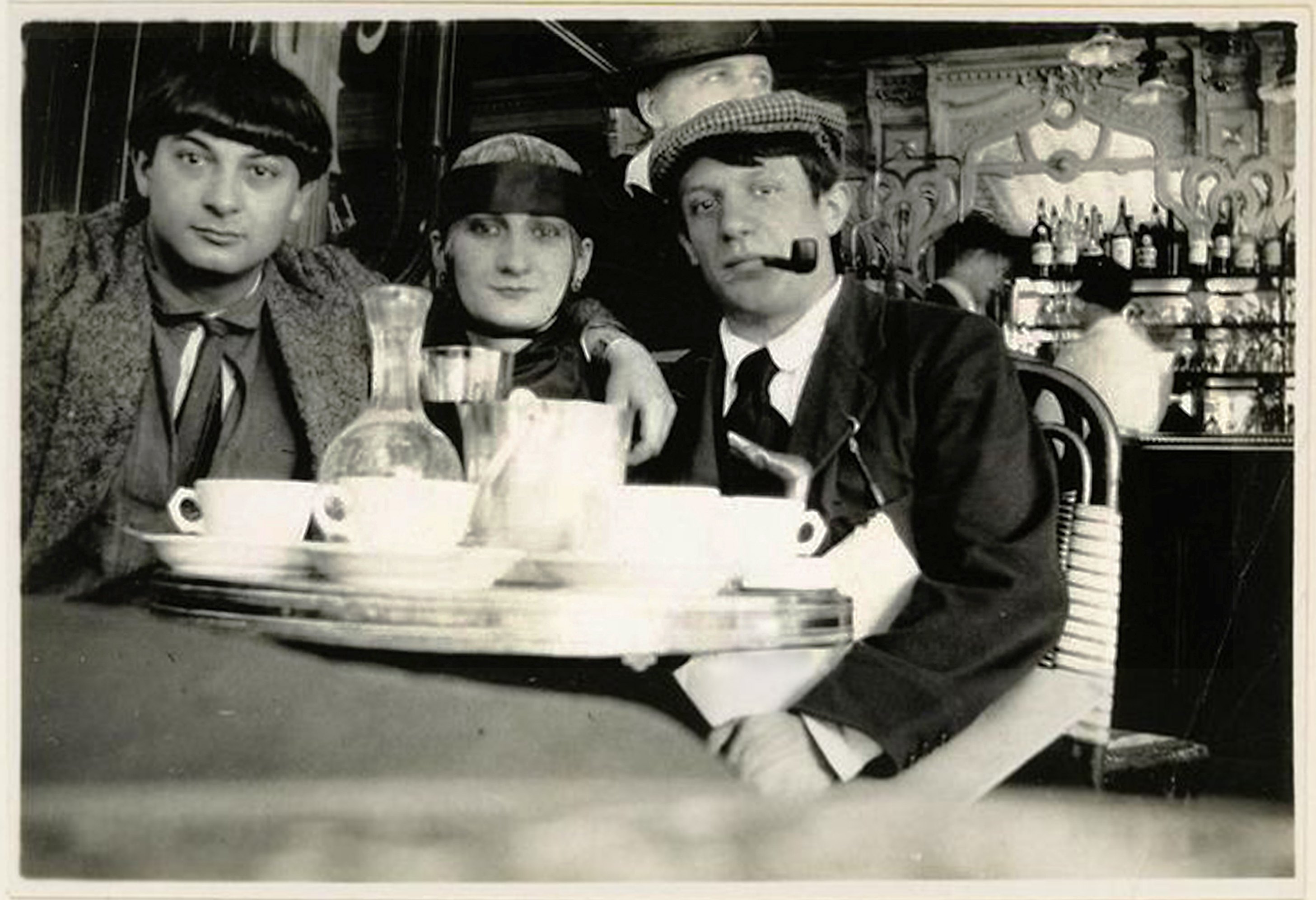
Pablo Picasso, Moïse Kisling i Pâquerette w kawiarni la Rotonde w Paryżu (1916)

Podziału rozmiarów ziaren dokonuje się w oparciu o przechodzenie przez sita:
- large bean: sito nr 14,
- bold to large bean: sito nr 17/18,
- good to bold bean: sito nr 17,
- good bean: sito nr 16/17,
- medium to good bean: sito nr 16 (minimum 20%), sito nr 15 (minimum 50%), sito nr 14 (maksimum 20%),
- medium bean: sito nr 15 (minimum 20%), sito nr 14 (minimum 50%), sito nr 13 (maksimum 20%),
- small to medium: sito nr 13-14 (po 50%),
- small bean: sito nr 12-13 (po 50%)[2].

Standardy określają też:
- barwę ziaren (green/zielona, greenish/zielonkawa, light/jasna, yellow/żółta, yellowish/żółtawa),
- określenie prażenia ziaren (fine/doskonałe, good to fine/dobre do przedniego, good/dobre, fair/średnie, fair to good/średnie do dobrego, poor/niejednolite),
- określenie jakości naparu (strictly soft/bardzo łagodny, soft/łagodny, softish/prawie łagodny, hard/twardy, hardish/prawie twardy, rio flavour/ostro-drażniący, Zona de Mata/z regionu Mata)[2].

### Standard dla kawy kolumbijskiej

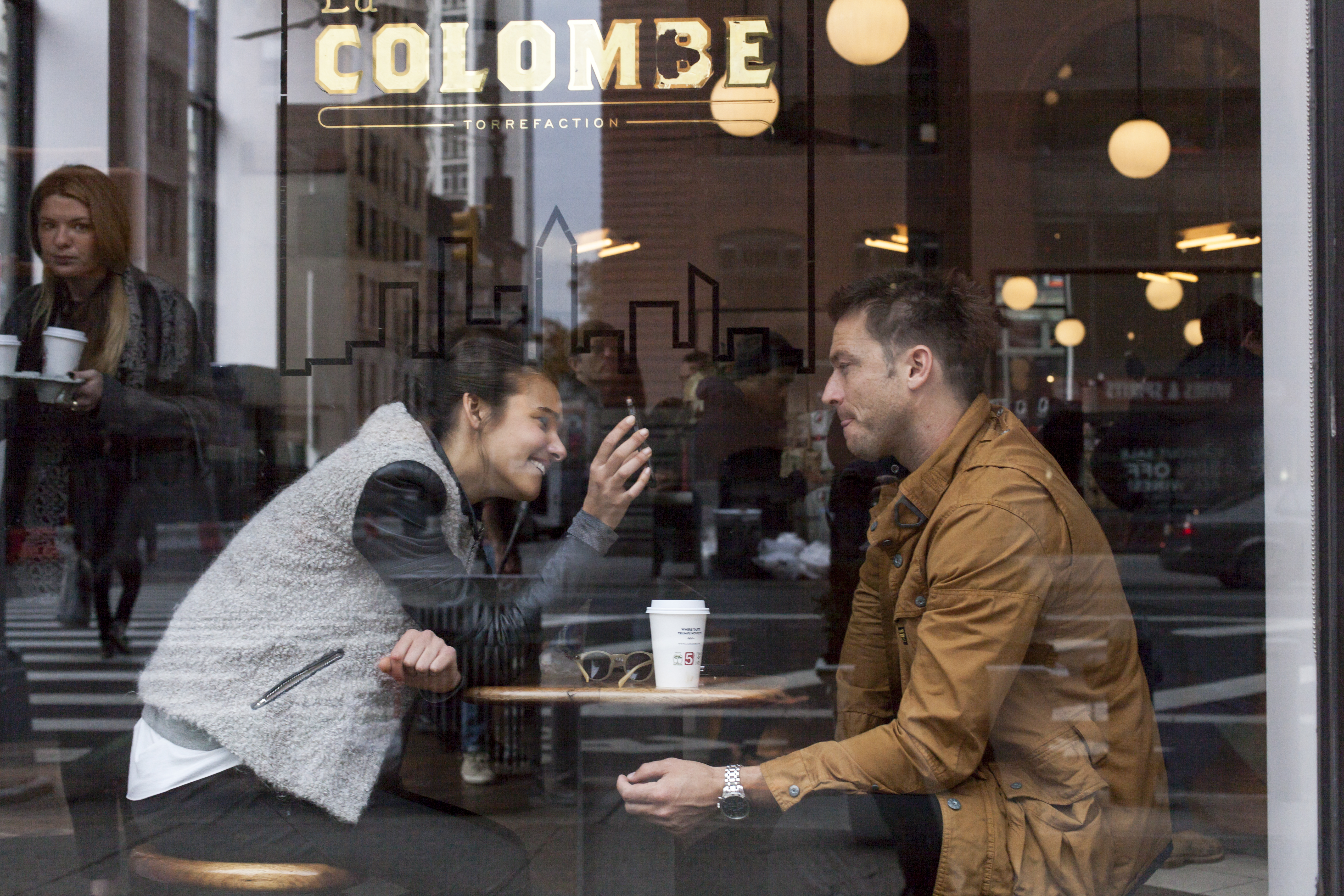
Nowojorscy konsumenci kawy kolumbijskiej

Podstawą dla tego standardu jest excelsio medium good quality, czyli kawa średnio dobrej jakości. Należą doń gatunki handlowe Medellin (z okolic Armenii w Antioqii) oraz Manizales (z Sevilli). Upusty stosuje się dla gatunków Bogota, Girardot, Libano oraz Tolima. W próbce wzorcowej, jednofuntowej (453,6 grama) dopuszcza się zaistnienie ośmiu wad. Powyżej tego progu stosuje się upusty cenowe, przy czym liczba wad nie może przekroczyć osiemnastu w próbce.
Tabela przeliczeniowa wad:
- ziarna całkowicie czarne, kwaśne, z trześniami: 1 wada na ziarno,
- muszelki, ziarna połamane, pocięte: 1 wada na pięć ziaren,
- ziarna częściowo czarne lub kwaśne: 1 wada na 2-5 ziaren,
- ziarna lekkie: 1 wada na 5 ziaren,
- małe patyki: 1 wada na trzy sztuki,
- średnie patyki: 1 wada na sztukę,
- duży patyk: 2-3 wady za sztukę,
- skórki trześniowe lub ziarna w łuskach pergaminowych: 1 wada na 2-3 ziarna[2].

Barwa określana jest tak samo, jak w standardzie brazylijskim, przy czym niedozwolone jest dostarczenie kawy o jaśniejszym odcieniu niż ustala standard. Wzorcem jest dobre prażenie (good rost).

### Standard dla kawy meksykańskiej i krajów Ameryki Łacińskiej

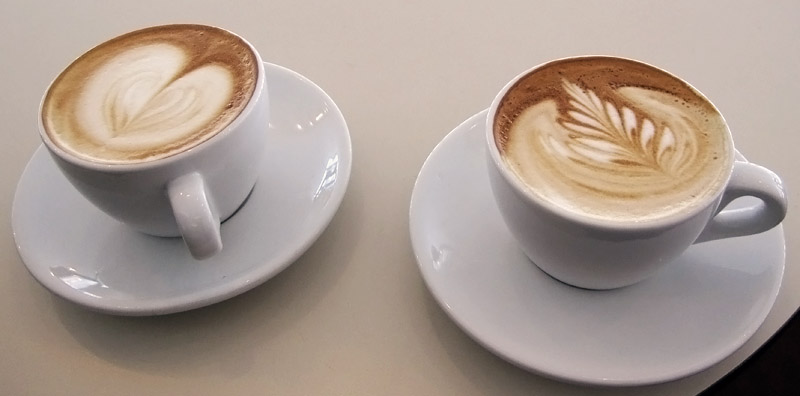
Barista Fair Trade Coffee w Sztokholmie

Podstawę klasyfikacji stanowią trzy następujące gatunki:
- Prime Washed Mexican (Meksyk),
- Prime Washed Quatemala (Gwatemala),
- Central Standard Salvador (Salwador)[2].

W jednofuntowej (453,6 grama) próbce typu wzorcowego dopuszczalne jest zaistnienie ośmiu wad. Za ich większą liczbę stosuje się upusty, jednak w próbce nie może być więcej niż osiemnaście wad. Tabela przeliczeniowa jest taka sama jak dla kaw kolumbijskich. W przypadku kaw z Brazylii barwa jest każdorazowo modyfikowana. Wzorcowe prażenie to good rost, a jakość naparu - sweet.
Klasyfikacja rozmiaru ziaren jest następująca:
- numer sita 17: 50% ziaren,
- numer sita 16: 25% ziaren,
- numer sita 15: 20% ziaren,
- numer sita 14: 5% ziaren[2].

## Klasyfikacja angolska

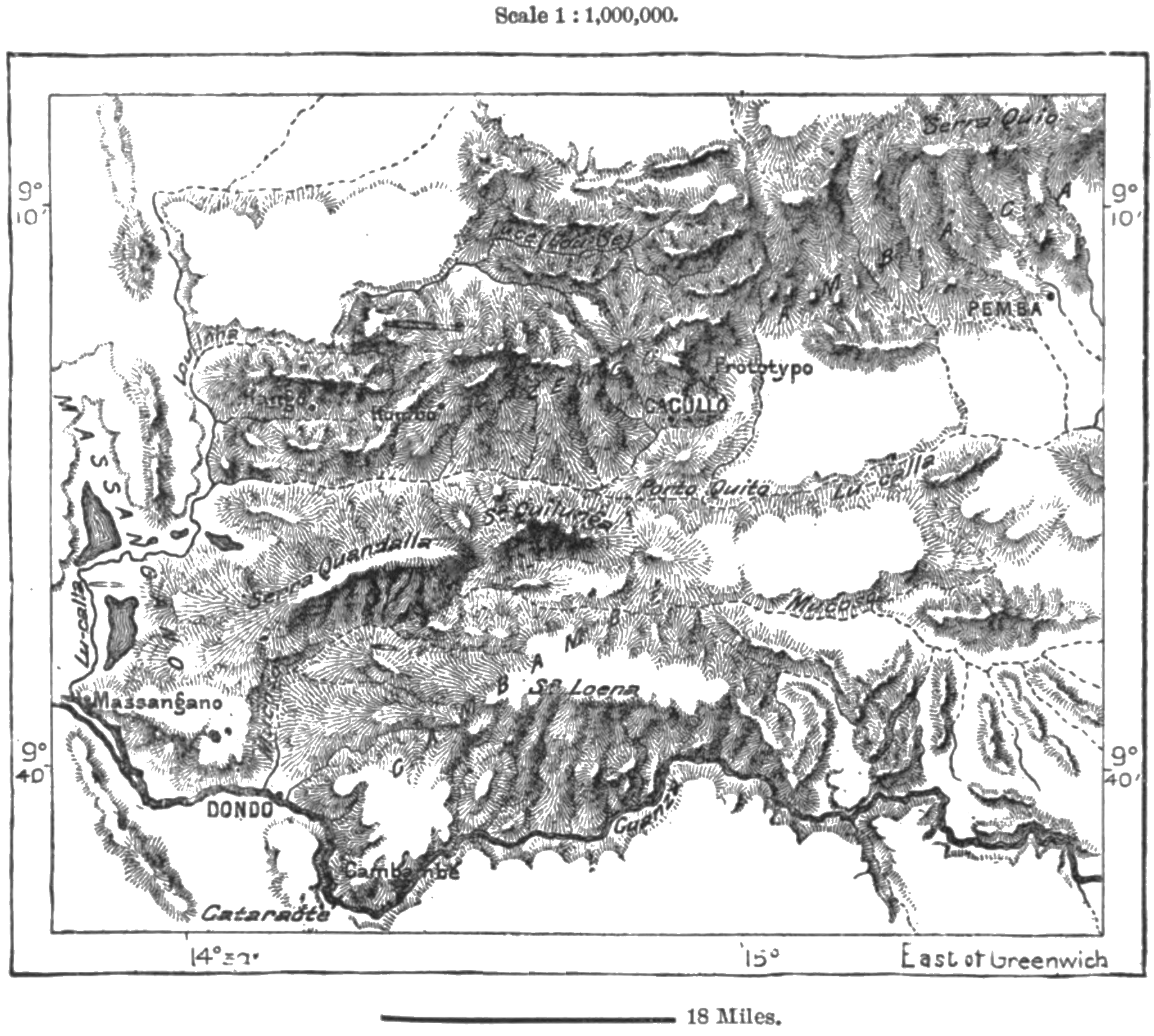
Mapa regionu uprawy kawy w Angoli (1893)

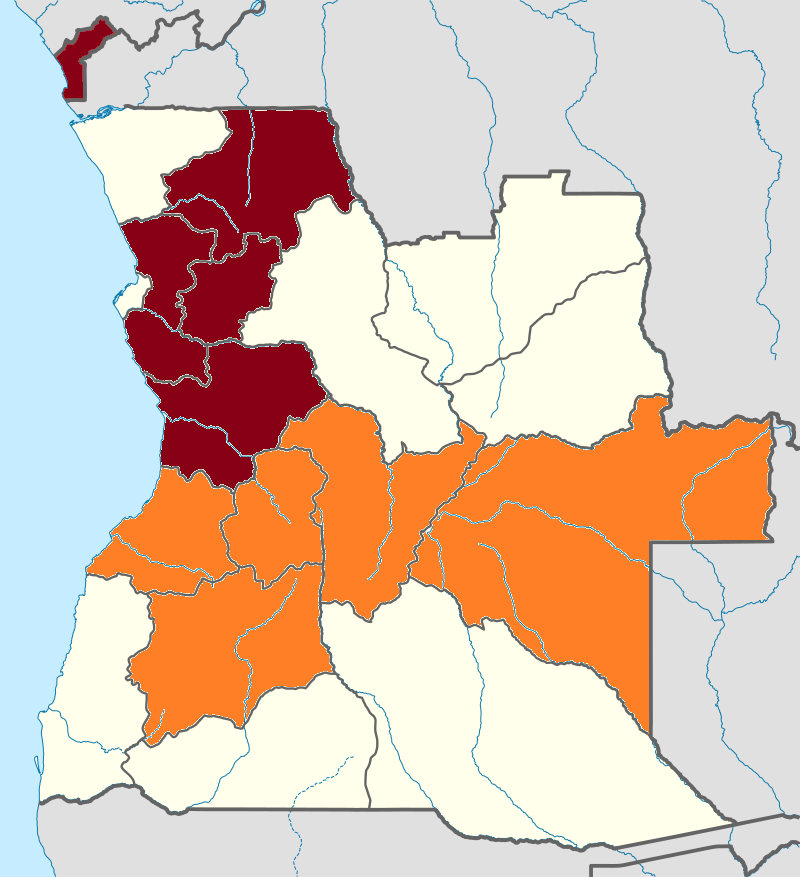
Rejony uprawy kawy w Angoli (2020): robusta (brąz) i arabika (pomarańcz)

Kawa z Angoli (arabica i robusta, najlepsza gatunku Ambriz) stanowi dobry składnik mieszanek. Po konfliktach zakończonych w 2002, produkcja podupadła i kawa nie jest eksportowana. Niezależnie od tego angolskie standardy biorące pod uwagę liczbę wad, przedstawiały się następująco:
- typ 1: liczba wad: 0,
- typ 2: liczba wad: 1-4,
- typ 3: liczba wad: 5-9,
- typ 4: liczba wad: 10-19,
- typ 5: liczba wad: 20-39,
- typ 6: liczba wad: 40-73,
- typ 7: liczba wad: 74-110,
- typ 8: liczba wad: 111-167,
- typ 9: liczba wad: 168-240,
- typ 10: liczba wad: 241-367,
- typ 11: liczba wad: 368-480[2].

Tabela przeliczeniowa wad:
- 1-3 patyki, kamienie, ciała obce: 1 wada,
- 1 skórka: 1-3 wady,
- 1 trześnia: 1 wada,
- 1 ziarno w łusce pergaminowej: 3 wady,
- 1 ziarno czarne: 1 wada,
- 2 ziarna kwaśne: 1 wada,
- 6 ziaren wadliwych: 1 wada[2].

Rozmiary ziaren:
- grado/duże: zatrzymuje się na sicie nr 17 (tolerancja 10%),
- medio/średnie: zatrzymuje się na sicie nr 15 (tolerancja 10%),
- miudo/małe: zatrzymuje się na sicie nr 15 (tolerancja >50%),
- corrente/mieszanka: poza wyborem,
- ziarna perłowe duże: zatrzymuje się na sicie nr 11,5 (tolerancja 10%),
- ziarna perłowe średnie: zatrzymuje się na sicie nr 10 (tolerancja 10%),
- ziarna perłowe małe: zatrzymuje się na sicie nr 10 (tolerancja <50%)[2].

Zalecane prażenie:
- boa (dobre): barwa uprażonych ziaren jest jednolita,
- regular (średnie): barwa niejednolita,
- ma (złe): utrata zapachu przy prażeniu, uprażenie niemożliwe bez spalenia części ziaren[2].

W Angoli rozróżnia się dwie barwy ziaren: uniforme/jednolita i noo uniforme/niejednolita. Zapach uprażonego ziarna dzieli się na: normal (zapach typowo kawowy), estranho (obcy) oraz intoleravel (nietolerowany, np. pleśni). Smak kategoryzowany jest następująco: dobry (właściwy, kawowy), średni (lekko zmieniony) i zły (odrażający).

## Klasyfikacja boliwijska
Większość upraw w Boliwii należy do Niemców, którzy zamieszkali tu po II wojnie światowej, a zatem eksport kierowany jest głównie do Niemiec i Szwajcarii. Najlepsze ziarno pochodzi z plantacji położonych na wysokości ponad 1500 m n.p.m. Większość kaw boliwijskich ma niewysoką jakość i gorzkawy smak. Klasyfikacja następuje według norm nowojorskich.

## Klasyfikacja brazylijska

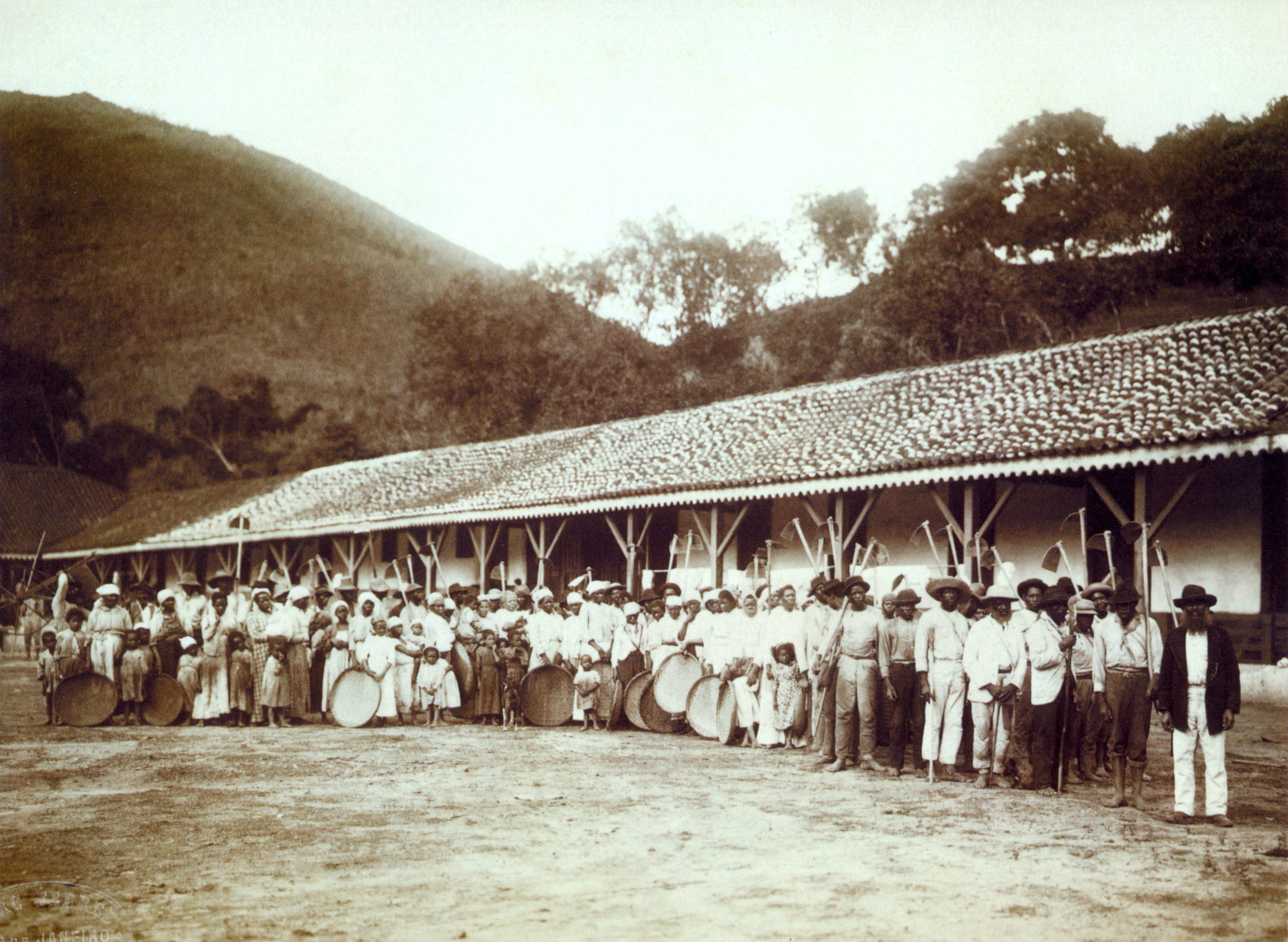
Niewolnicy na plantacji kawy około 1885

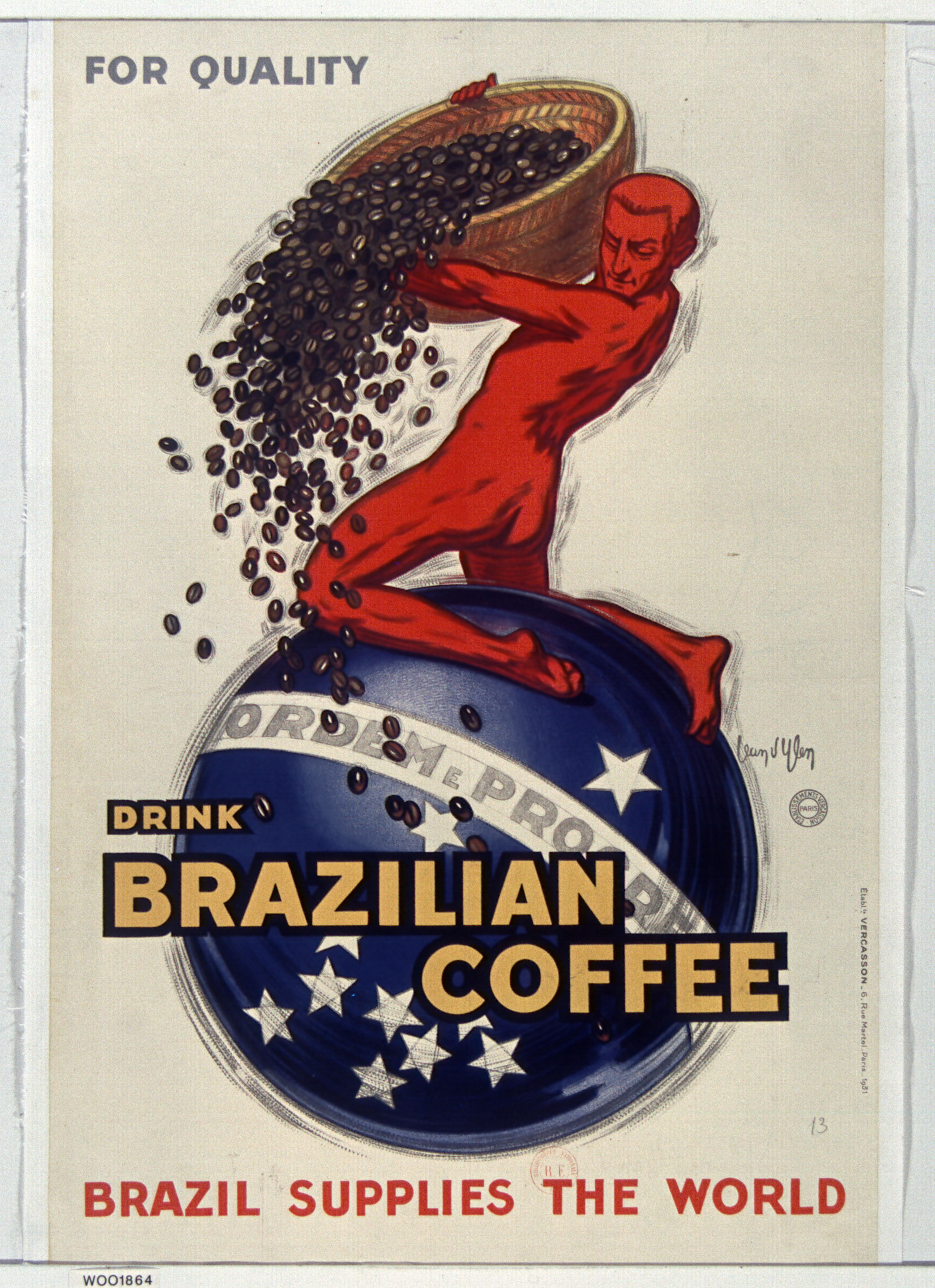
Plakat reklamowy z 1931

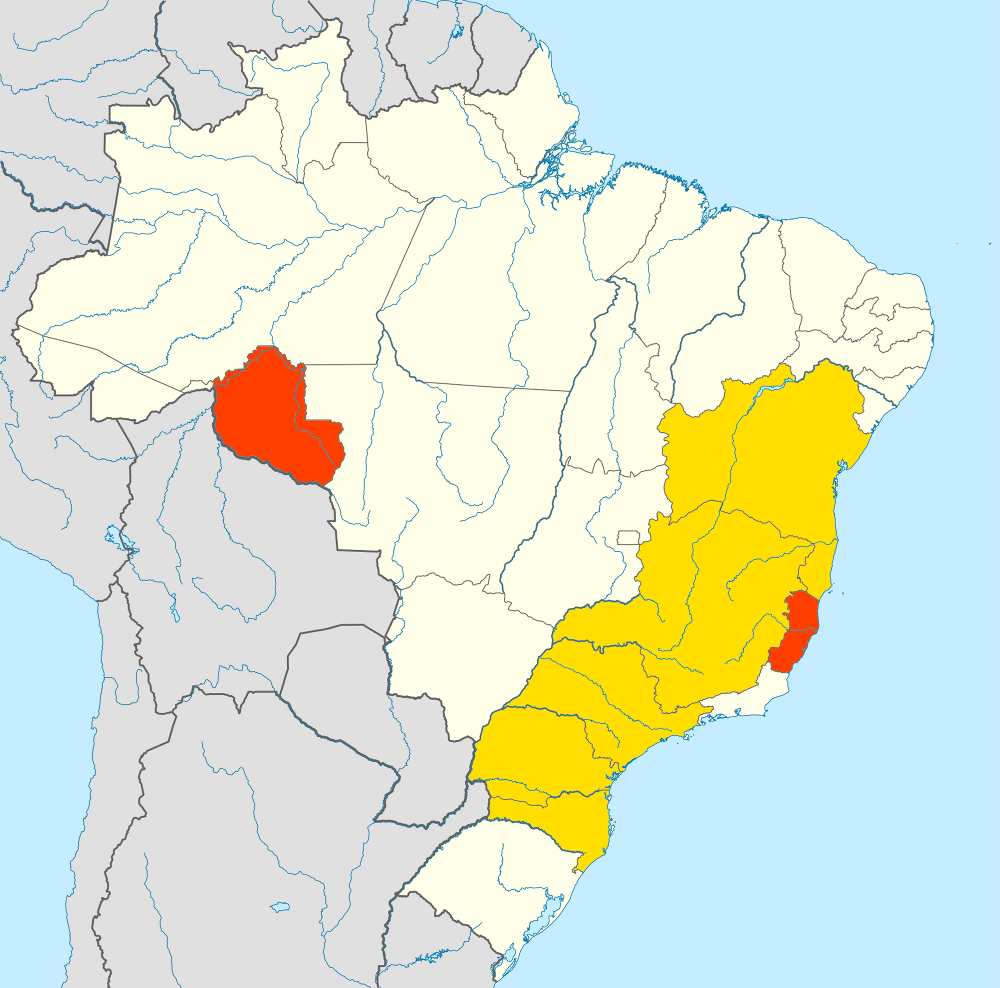
Regiony uprawy kawy w Brazylii: arabika (żółty), robusta (pomarańcz)

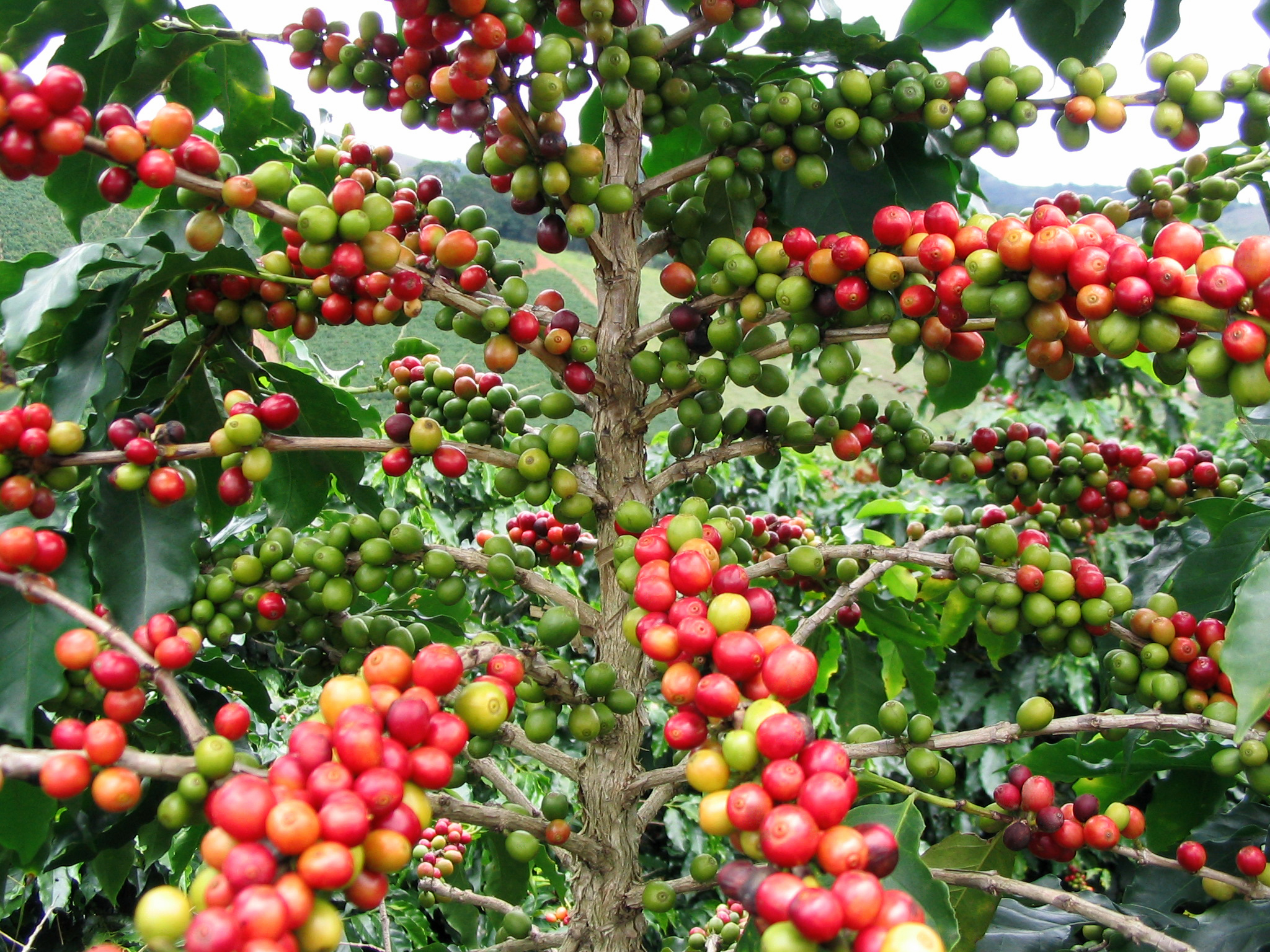
Gałązka brazylijskiego kawowca z owocami

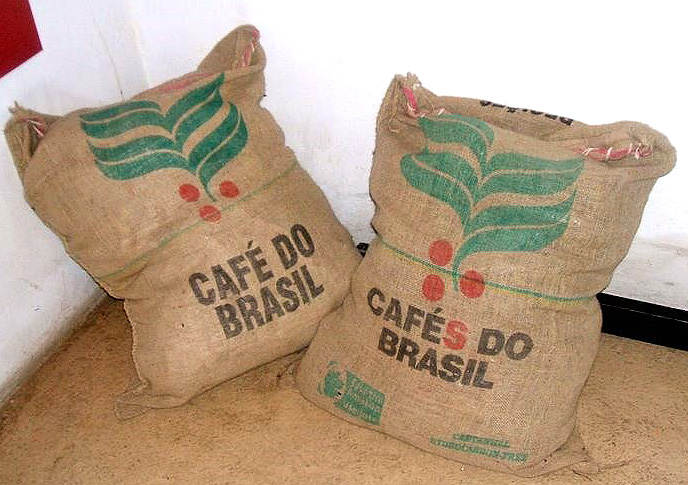
Worki z brazylijską kawą

Brazylia, jako kraj o dużym obszarze, dysponuje różnorodnymi warunkami uprawowymi i wieloma gatunkami kaw o zróżnicowanych właściwościach. Nazwa kawa brazylijska jest więc pojęciem niejednolitym, także w zakresie jakościowym. Produkcję nadzoruje Secreteria Nacional de Economia. Zmieszana kawa średniej jakości z różnych regionów określana jest mianem 100% Brazil. Kawa przeznaczona na eksport nazywa się Brazils z dopiskiem Mild.
Kawy na giełdzie w Rio de Janeiro klasyfikowane są w następujących typach:
- 2, extra special albo fancy: 4 wady w próbce (300 gramów),
- 2/3, extra prime: 8 wad,
- 3, extra prime-prime: 12 wad,
- 3/4, prime: 19 wad,
- 4, prime-superio: 26 wad,
- 4/5, superior: 36 wad,
- 5, superior-good: 46 wad,
- 5/6, good: 64 wady,
- 6, good-regular: 86 wad,
- 6/7, regular: 123 wady,
- 7, regular-ordinary: 160 wad,
- 7/8, ordinary: 260 wad,
- 8, minimal: 360 wad[2].

Tabela przeliczeniowa wad:
- ziarno czarne (wada zasadnicza): 1 wada na ziarno,
- duży kamień lub grudka ziemi: 5 wad na sztukę,
- średni kamień lub grudka ziemi: 2 wady na sztukę,
- mały kamień lub grudka ziemi: 1 wada na sztukę,
- duży patyk: 5 wad na sztukę,
- średni patyk: 2 wady na sztukę,
- mały patyk: 1 wada na sztukę,
- muszelka: 1 wada za trzy sztuki,
- ziarno niedojrzałe, połamane: 1 wada na pięć ziaren,
- ziarno kwaśne: 1 wada dwa ziarna,
- ziarno niewykształcone: 1 wada na pięć ziaren,
- skórka duża, trześnia: 1 wada za sztukę,
- skórka mała: 1 wada na 2-3 ziarna,
- ziarno w łusce pergaminowej: 1 wada na dwa ziarna[2].

Barwy ziaren oznaczane są następującymi pojęciami: zielone/green, zielonkawe do zielonej/greenish to green, zielonkawe/greenish, jasnozielonkawe/greenish to lightish, jasnozielone/light to green, zielonkawożółte/greenish to yellowish, jasnożółte/lightish to yellowish, jasne/light, żółtawe/yellowish, żółte/yellow. Ziarna dzielone są według wielkości według przechodzenia przez sita:
- very large: sito nr 20 o wielkości oczek 8 mm,
- extra large: sito nr 19 o wielkości oczek 7,5 mm,
- large: sito nr 18 o wielkości oczek 7 mm,
- bold: sito nr 17 o wielkości oczek 6,75 mm,
- good: sito nr 16 o wielkości oczek 6,5 mm,
- medium: sito nr 15 o wielkości oczek 6 mm,
- small: sito nr 14 o wielkości oczek 5,5 mm[2].

Jakość prażenia określa się liczbą wad w 100-gramowej próbce kawy prażonej:
- fine rost: 0-1 wad,
- good to fine: 2-5 wad,
- good: 8-10 wad,
- fair to good: 15-20 wad,
- poor: więcej niż 20 wad[2].

Klasyfikacja jakościowa kaw bazuje na następujących określeniach: bardzo łagodna (strictly soft), łagodna (soft), prawie łagodna (softish), twarda (hard), prawie twarda (hardish), lekki posmak Rio (rioy), Rio (rio), okręg Mata (Zona da Mata). Do kaw wysokiej jakości należą m.in. gatunki: Ribeirao Preto, Pranca, Pinhal, Magiana, Catandura, Cambe, Rolondia i Arapongas. Najpopularniejsze gatunki to Santos i Parana. Niżej w klasyfikacji smakowej plasują się Minas, Rio i Vitória (cierpko-kwaśny smak i zapach zbliżony do jodoformu).

## Klasyfikacja burundyjska
W Burundi uprawia się wyłącznie arabikę. Stosuje się tutaj klasyfikację kenijską przystosowaną do potrzeb lokalnych plantatorów. Ziarno przyporządkowuje się do klas od AAA do BBB. W klasie AAA około 80% ziaren daje bardzo dobre napary. Klasa BBB obarczona jest licznymi wadami - jest to produkt niskogatunkowy. Eksport kierowany jest głównie do USA, Niemiec, Finlandii oraz Japonii.

## Klasyfikacja dominikańska
Kawę z Dominikany klasyfikuje się według norm nowojorskich. Uprawiana tu jest wyłącznie arabica w 80% przeznaczona na rynek USA. Główne odmiany to Cibao, Bani, Ocoa oraz Barahona. Do każdej dodaje się dopisek Lavados na przygotowywaną metodą mokrą lub Corriente (metodą suchą).

## Klasyfikacja ekwadorska
W Ekwadorze uprawia się zarówno arabikę, jak i robustę w wielu odmianach. Najlepsze ziarna pochodzą z upraw andyjskich prowadzonych na wysokości około 2700 m n.p.m. w okolicy Cumbayá. Ekwador eksportuje przeważnie mieszanki, a tylko w małym zakresie kawy czyste, np. miernie cielista i silnie kwaskowata z okolic Guayas, eksportowana wyłącznie do USA.
W Ekwadorze standardy ustalają poszczególne przedsiębiorstwa handlowe, brak jest odgórnych uregulowań. Zasadniczo washed standard od największych graczy rynkowych posiada następujące parametry jakościowe:
- w 500-gramowej próbce 15 wad,
- wielkość ziaren: good to large bean,
- prażenie: good to fine roast,
- napar: przyjemny aromat, lekka kwaskowatość, czasami drzewiasty posmak[2].

W standardzie jibex oferowane jest ziarno o lepszej jakości i atrakcyjniejszym wyglądzie. Eksporterzy zastrzegają, że nie dają żadnych gwarancji co do jakości naparu.
Podstawowe typy ziarna przygotowywanego metodą suchą to:
- extra superior: ręcznie sortowane, około 1% wad, rozmiar w 75% z sit nr 18-15, z 20-procentową tolerancją poniżej sita nr 15,
- superior: niejednolite wielkościowo ziarna, 5-7% ziaren czarnych, 5% ziaren połamanych,
- corriente: niejednolite wielkościowo i barwnie ziarna, 10-12% ziaren czarnych, 5% ziaren połamanych[2].

Selekcjonowane są także standardy: unico (sort ręczny, duże ziarna), medio (sort ręczny, średnie ziarna), nudos (ziarna średnie, maksymalnie 6% wad) oraz caracol (selekcja ręczna, ziarna perłowe).

## Klasyfikacja etiopska

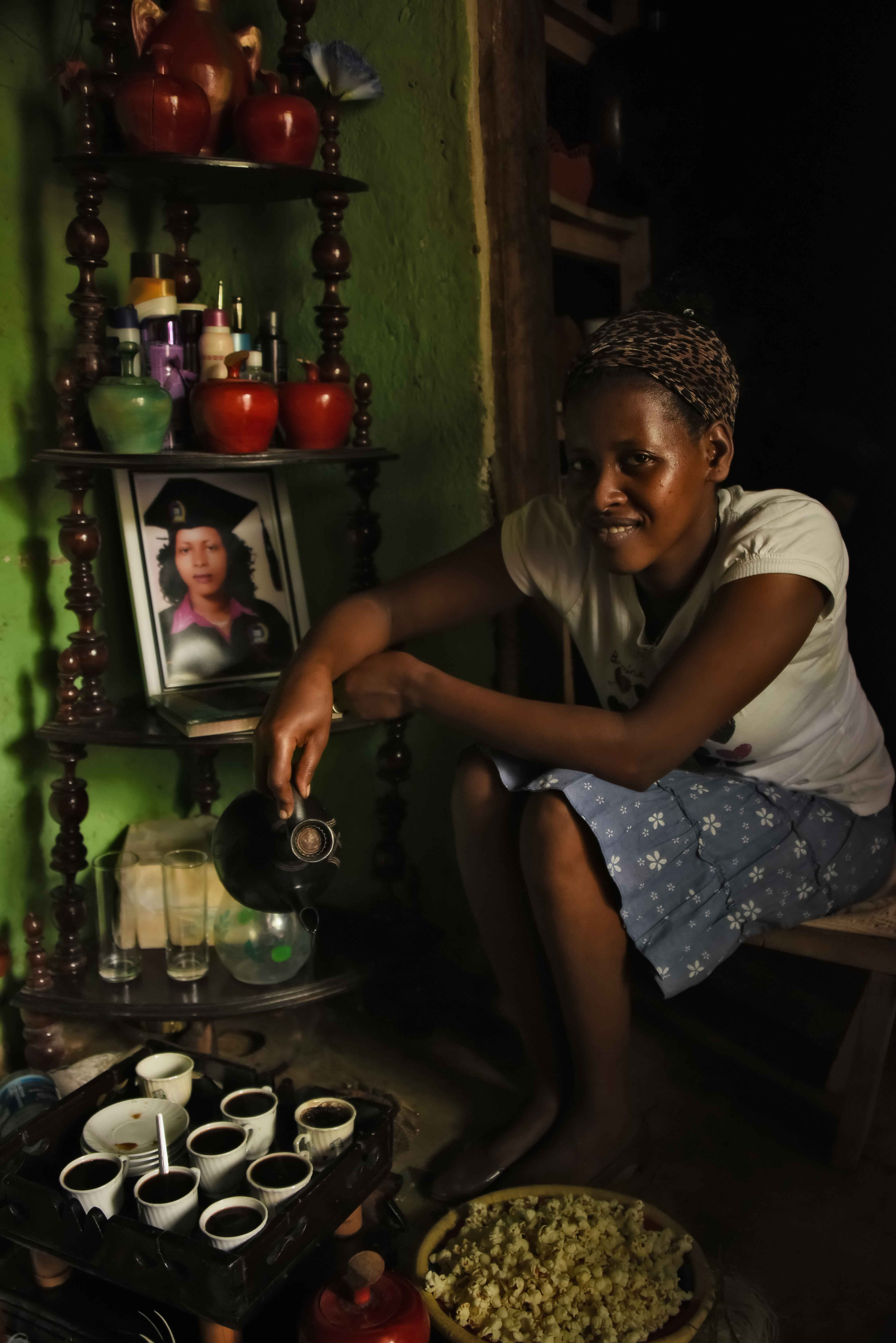
Tradycyjne parzenie kawy w Etiopii

Etiopia jest kolebką uprawy kawowca gatunku arabica, a nazwa "kawa" ma się wywodzić od etiopskiego regionu Kaffa. Do XIX wieku ziarna zbierano z drzew naturalnie rosnących. Wszystkie gatunki etiopskiej arabiki charakteryzuje winny, cierpki smak oraz pikantny zapach, zależny od stoku uprawy (północny lub południowy). Ziaren z Etiopii używa się w mieszankach typu mokka, a także w innych, do podniesienia ich jakości. Najlepsza, mocna kawa produkowana jest w prowincji Harrar. Najbardziej poszukiwane ziarno to Yirgacheffe. Krajowym przemysłem kawowym kieruje Ethiopian Coffee Marketing Corporation, kontrolując 90% eksportu, głównie do Niemiec, USA, Francji i Japonii.
Klasyfikacja według liczby wad w 300-gramowej próbce: 
- typ 1: liczba wad 1-3,
- typ 2: liczba wad 4-12,
- typ 3: liczba wad 13-25,
- typ 4: liczba wad 26-45,
- typ 5: liczba wad 46-100 (U.G.Q., usual good quality, przeciętnie dobra),
- typ 6: liczba wad 101-153,
- typ 7: liczba wad 154-340,
- typ 8: liczba wad powyżej 340 (S.S.G., sub-standard grade, pozastandardowa)[2].

Tabela przeliczeniowa wad:
- 1 białe lub czarne ziarno, 1 trześnia, 5 ziaren niedojrzałych, 10 części ziaren połamanych - 1 wada,
- 1 mała grudka ziemi (około 2 mm średnicy), 1 mały kamień (około 2 mm średnicy), 1 patyk do 5 mm długości - 3 wady,
- 1 średnia grudka ziemi (około 4 mm średnicy), 1 średni kamień (około 4 mm średnicy), 1 patyk do 10 mm długości - 5 wad,
- 1 duża grudka ziemi (około 7 mm średnicy), 1 duży kamień (około 7 mm średnicy), 1 patyk do 20 mm długości, 1 czerwone ziarno - 10 wad[2].

## Klasyfikacja gwatemalska

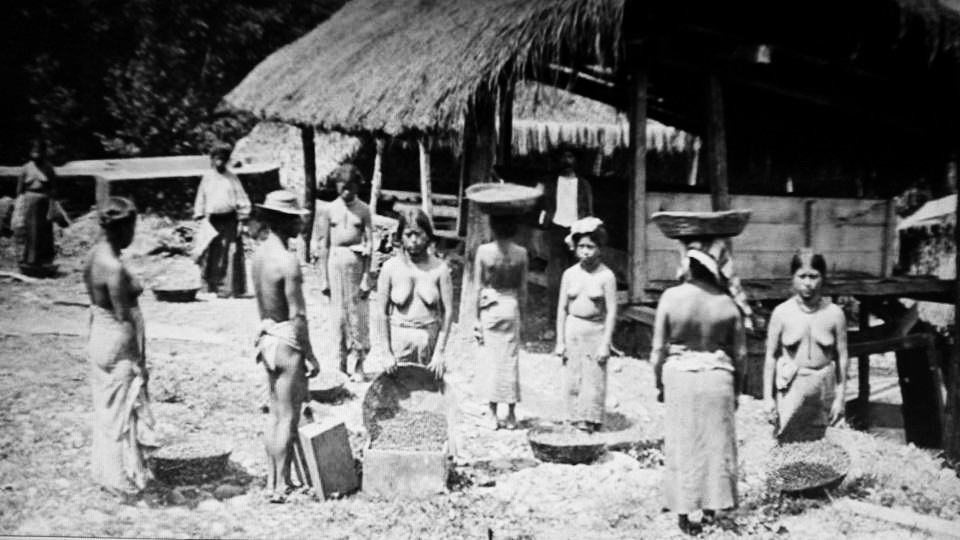
Gwatemalska plantacja w 1875

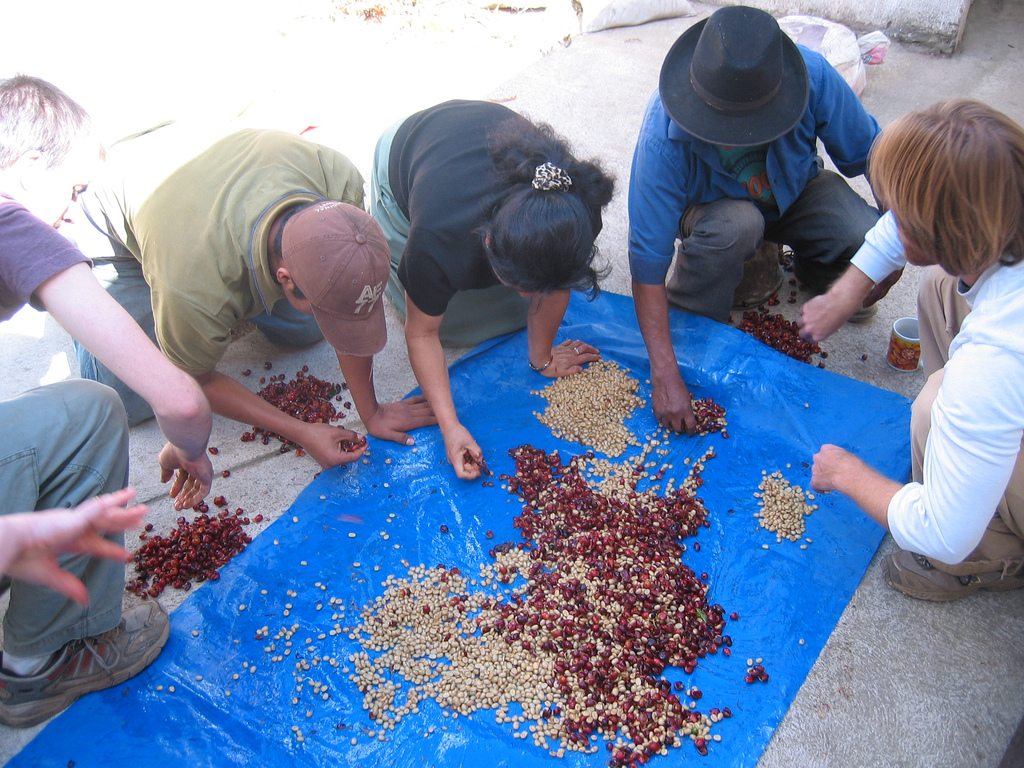
Sortowanie ziaren w Gwatemali

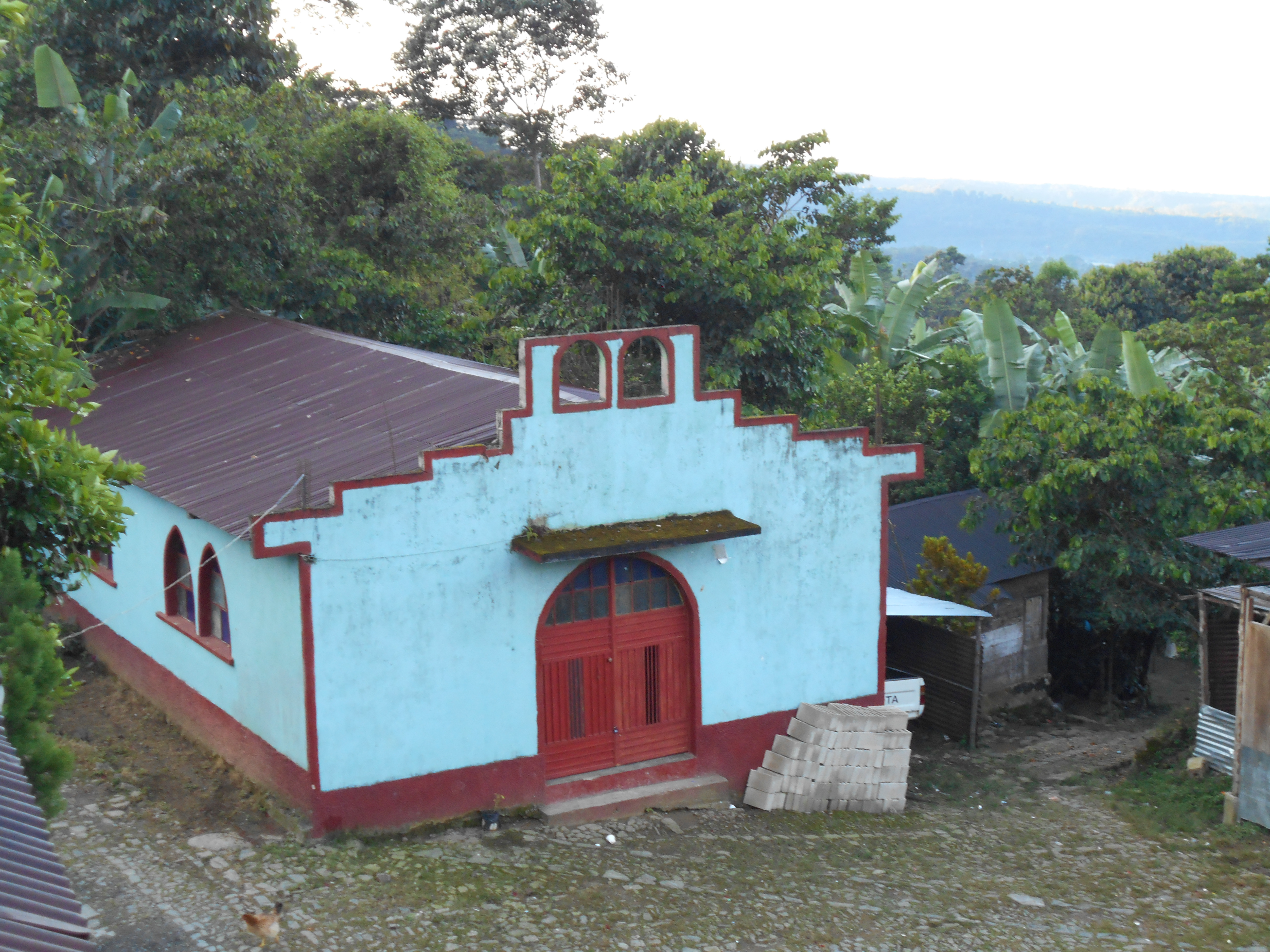
Współczesny widok zabudowań

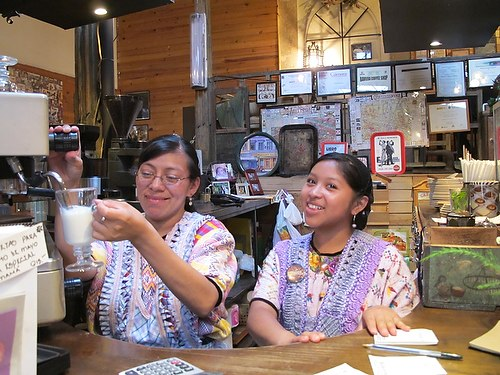
Kawiarnia w Gwatemali

W Gwatemali uprawia się wyłącznie arabicę, przede wszystkim w odmianach Bourbon i Maragogype i bardzo różnych nazwach handlowych nadawanych przez plantatorów. Wszystkie kawy gwatemalskie mają intensywny korzenny smak z przydymionym posmakiem i dobrą kwaskowatością. Jakość jest rzadko powiązana z rejonem uprawy, więc klasyfikacja zawiera nazwę rejonu pochodzenia, np. Strictly Hard Bean Cobán (ziarno wysokiej jakości z okolic Cobán).
Klasyfikacja kaw zależna od położenia plantacji n.p.m.:
Kawy mocne o dobrej kwaskowości:
- I (extra prime washed): 900–1050 m n.p.m.,
- II (semi hard bean): 1050–1200 m n.p.m.,
- III (hard bean): 1200–1350 m n.p.m.,
- IV (fancy hard bean): 1350–1500 m n.p.m.,
- V (strictly hard bean): powyżej 1500 m n.p.m.[2].

Kawy niższej jakości, ale delikatne i o dobrym smaku:
- VI (extra good washed): 600–750 m n.p.m.,
- VII (prime washed): 750–900 m n.p.m.[2].

Kawa neutralna i niedrażniąca:
- VIII (good washed): poniżej 600 m n.p.m.[2].

Ziarno kawowe poza wyborem:
- IX (guatemalan)[2].

Rozmiar oraz kształt ziaren określają następujące pojęcia zależne od przechodzenia przez sita:
- płaskie superior: sito nr 18 i 17,
- płaskie secundas: sito nr 16 i 15,
- płaskie terceras: sito nr 14,
- perłowe caracol: sito nr 13 i 12,
- perłowe caracolli: sito nr 11 i 10,
- perłowe caracolillo: sito nr 9 i 8[2].

## Klasyfikacja gwinejska
Kawę z Gwinei (arabikę i robustę) klasyfikuje się według norm kenijskich. Produkcja nie jest duża. Eksport trafia głównie do Francji oraz Niemiec.

## Klasyfikacja haitańska
Z uwagi na powszechną biedę i rozdrobnienie plantacji, kawa haitańska (wyłącznie arabica) należy do ekologicznych, ponieważ plantatorów nie stać na nawozy sztuczne i środki ochrony roślin. Napar haitański jest z reguły łagodny i charakteryzuje się delikatną słodyczą.
Haitańska klasyfikacja kawy mytej związana jest z położeniem plantacji na różnych wysokościach:
- good washed: plantacje nisko położone,
- standard: plantacje na średniej wysokości,
- high grown: plantacje na średniej i dużej wysokości,
- strictly high grown: plantacje na dużej wysokości[2].

Standardy kawy haitańskiej (pozostałe kryteria, jak w normach nowojorskich):
- typ 1 - liczba wad w próbce : 20 (kamyki - 0, ziarna czarne - 0, ziarna półczarne - 0, inne - 20),
- typ 2 - liczba wad w próbce: 40 (kamyki - 0, ziarna czarne - 0, ziarna półczarne - 0, inne - 40),
- typ 3 - liczba wad w próbce: 80 (kamyki - 1, ziarna czarne - 2, ziarna półczarne - 0, inne - 77),
- typ 4 - liczba wad w próbce: 100 (kamyki - 2-3, ziarna czarne - 1, ziarna półczarne - 2, inne - 94),
- typ 5 - liczba wad w próbce: 150 (kamyki - 2-3, ziarna czarne - 2, ziarna półczarne - 2, inne - 143),
- typ 6 - liczba wad w próbce: 200 (kamyki - 4, ziarna czarne - 2, ziarna półczarne - 2, inne - 192),
- typ 7 - liczba wad w próbce: 250 (kamyki - 4, ziarna czarne - 2, ziarna półczarne - 2, inne - 242),
- typ 8 - liczba wad w próbce: 400 (kamyki - 4, ziarna czarne - 4, ziarna półczarne - 2, inne - 390)[2].

Oznaczenia wielkości:
- X (co najmniej 60% ziaren zatrzymuje się na sitach nr 13, 14 i 15),
- XX (co najmniej 60% ziaren zatrzymuje się na sitach nr 16 i 17, ale nie więcej niż 15% przechodzi przez sito nr 16 i nie więcej niż 15% przechodzi przez sito nr 17),
- XXX (co najmniej 60% ziaren zatrzymuje się na sitach nr 18 lub wyższych, a 40% na sitach niższych, ale nie więcej niż 10% na sitach nr 17),
- XXXX (co najmniej 60% ziaren zatrzymuje się na sitach nr 19 lub wyższych, a maksimum 5% poniżej sita nr 18),
- caracoli (co najmniej 90% średniej próbki stanowi ziarno perłowe)[2].

Podział ze względu na jakość naparu:
- extra fancy: kwaskowaty, bez żadnych obcych zapachów,
- fancy: o dobrej cielistości, bez żadnych obcych posmaków,
- choice: o delikatnej cielistości, bez żadnych obcych posmaków,
- ordinary: z niższych plantacji, z obcymi posmakami[2].

## Klasyfikacja honduraska
W Hondurasie uprawia się wyłącznie arabicę (odmiany Typica i Bourbon). Ziarno honduraskie ma wydłużony kształt, dobrą kwaskowatość i smak typowy dla kaw typu mild.
Klasyfikacja prowadzona jest w oparciu o normy nowojorskie. Podział obejmuje cztery typy:
- central standard: uprawiana na wysokości do 900 m n.p.m.,
- high grown: uprawiana na wysokości od 900 do 1200 m n.p.m.,
- selecto: uprawiana na wysokości od 1200 do 1370 m n.p.m.,
- selecto especial: uprawiana powyżej 1370 m n.p.m.[2].

## Klasyfikacja indonezyjska

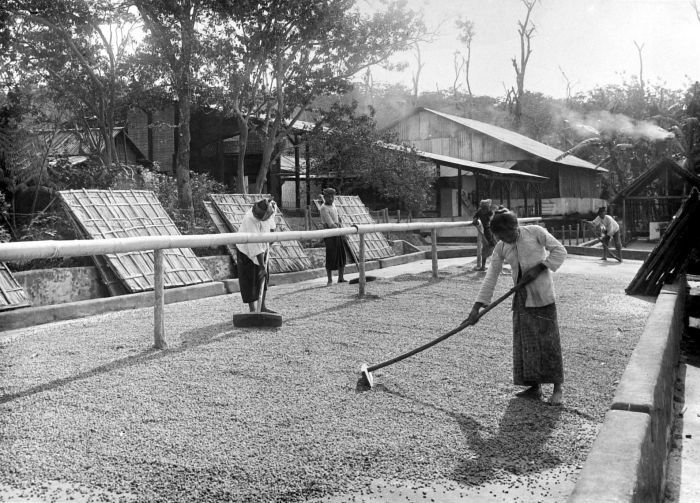
Historyczne zdjęcie indonezyjskiej plantacji

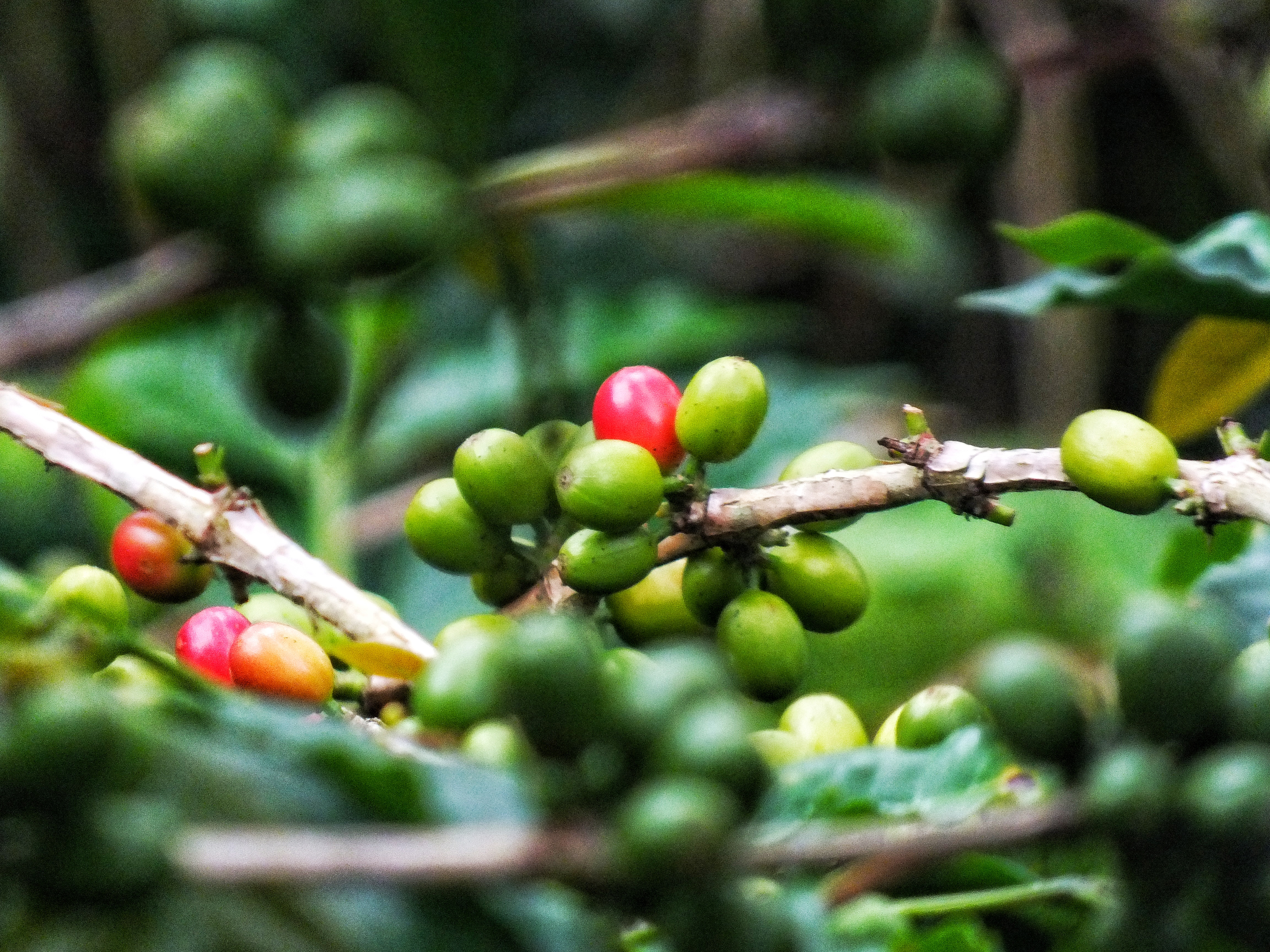
Owoce kawowca w prowincji Aceh na Sumatrze

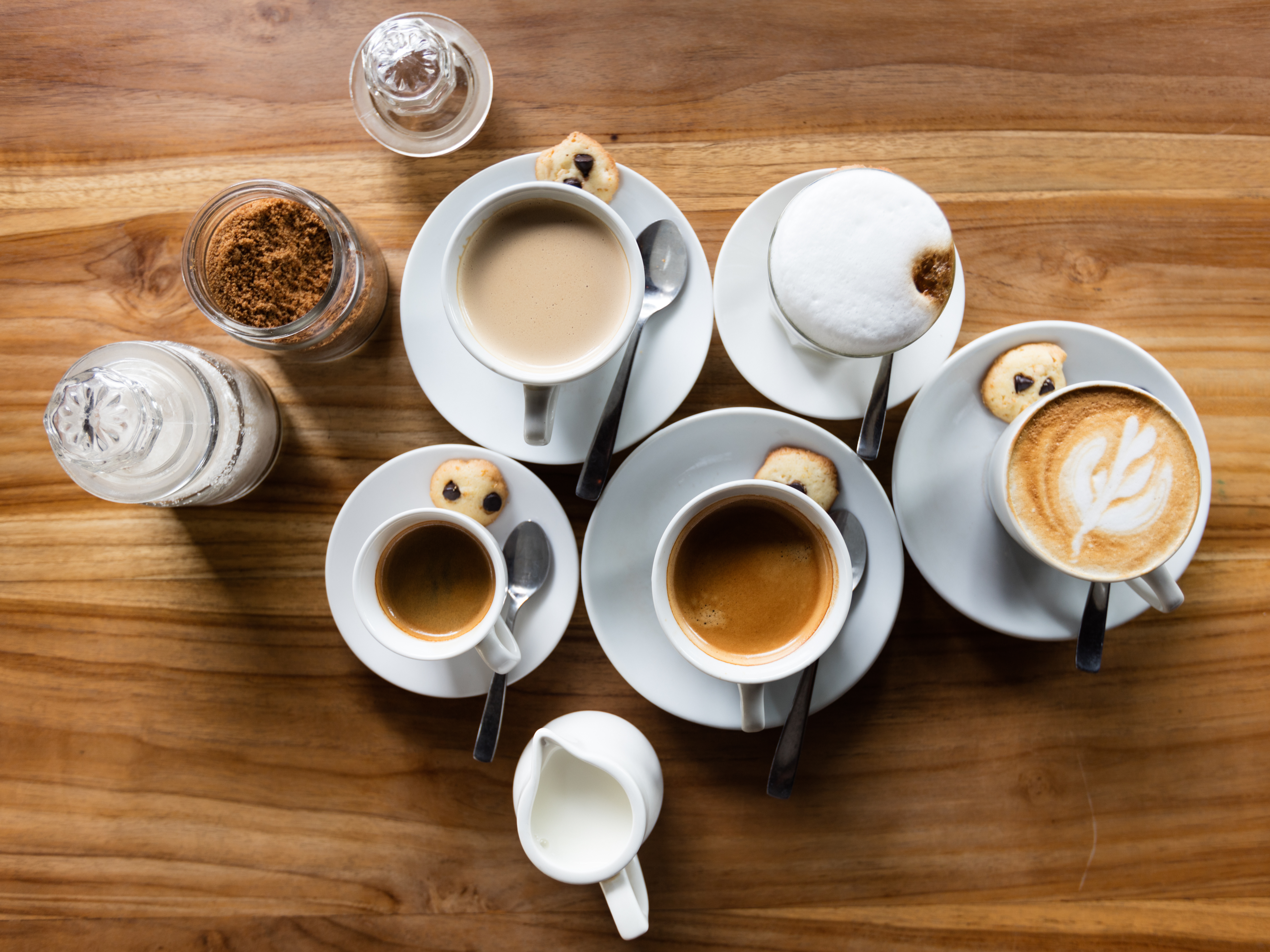
Kawa z dodatkami w Indonezji

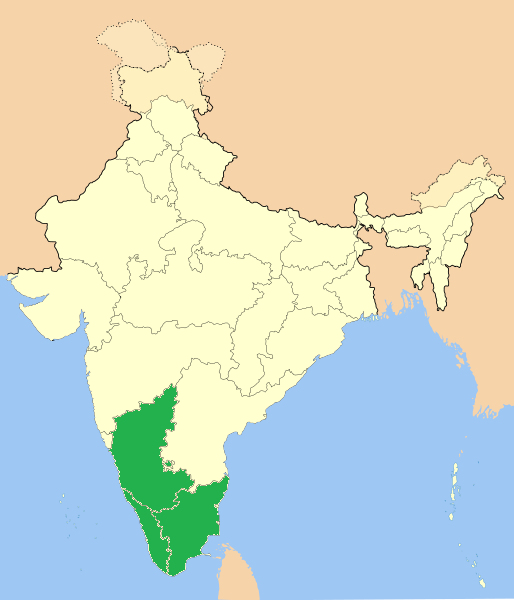
Regiony upraw kawy w Indiach

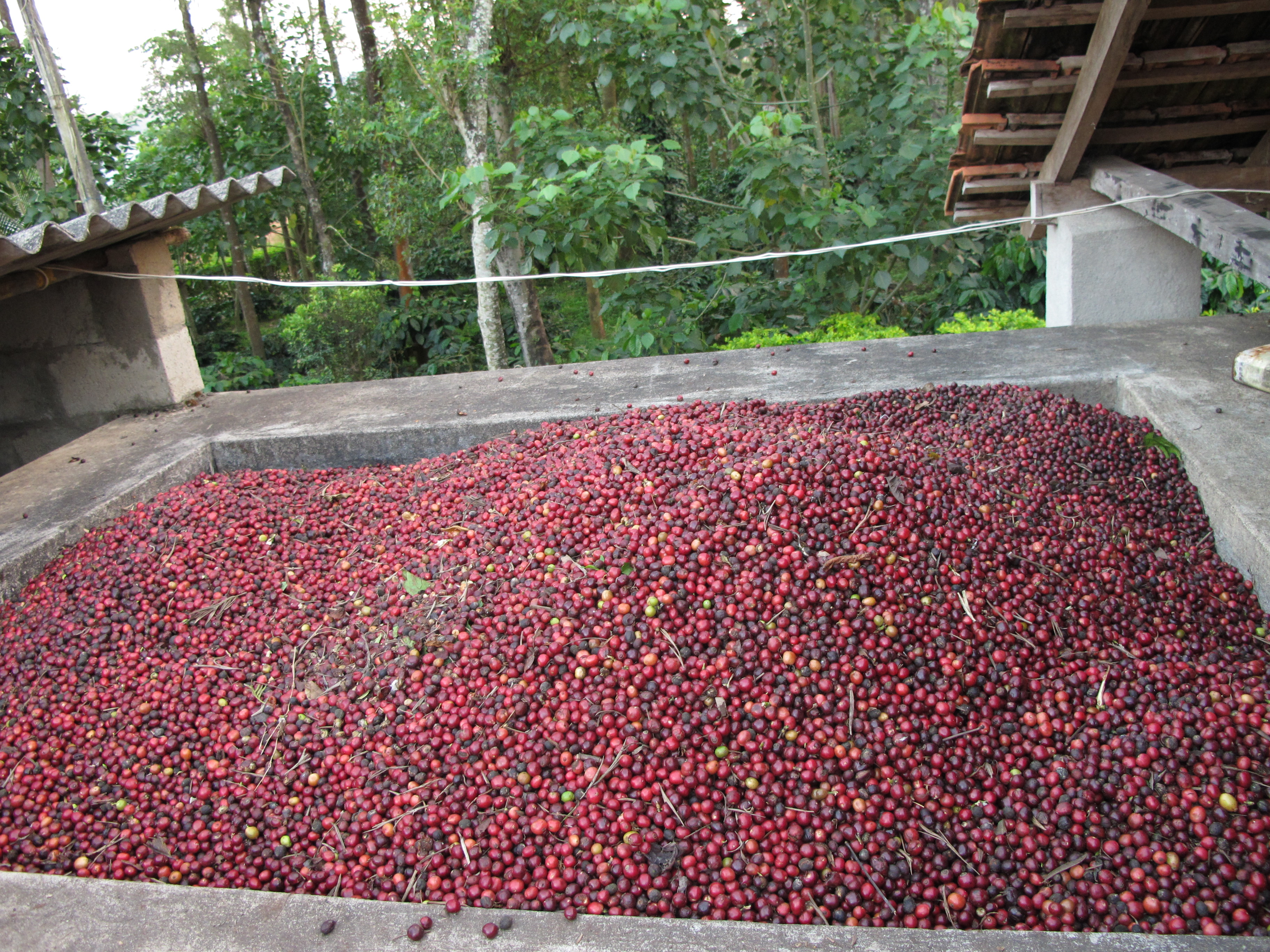
Sort w Karnatace

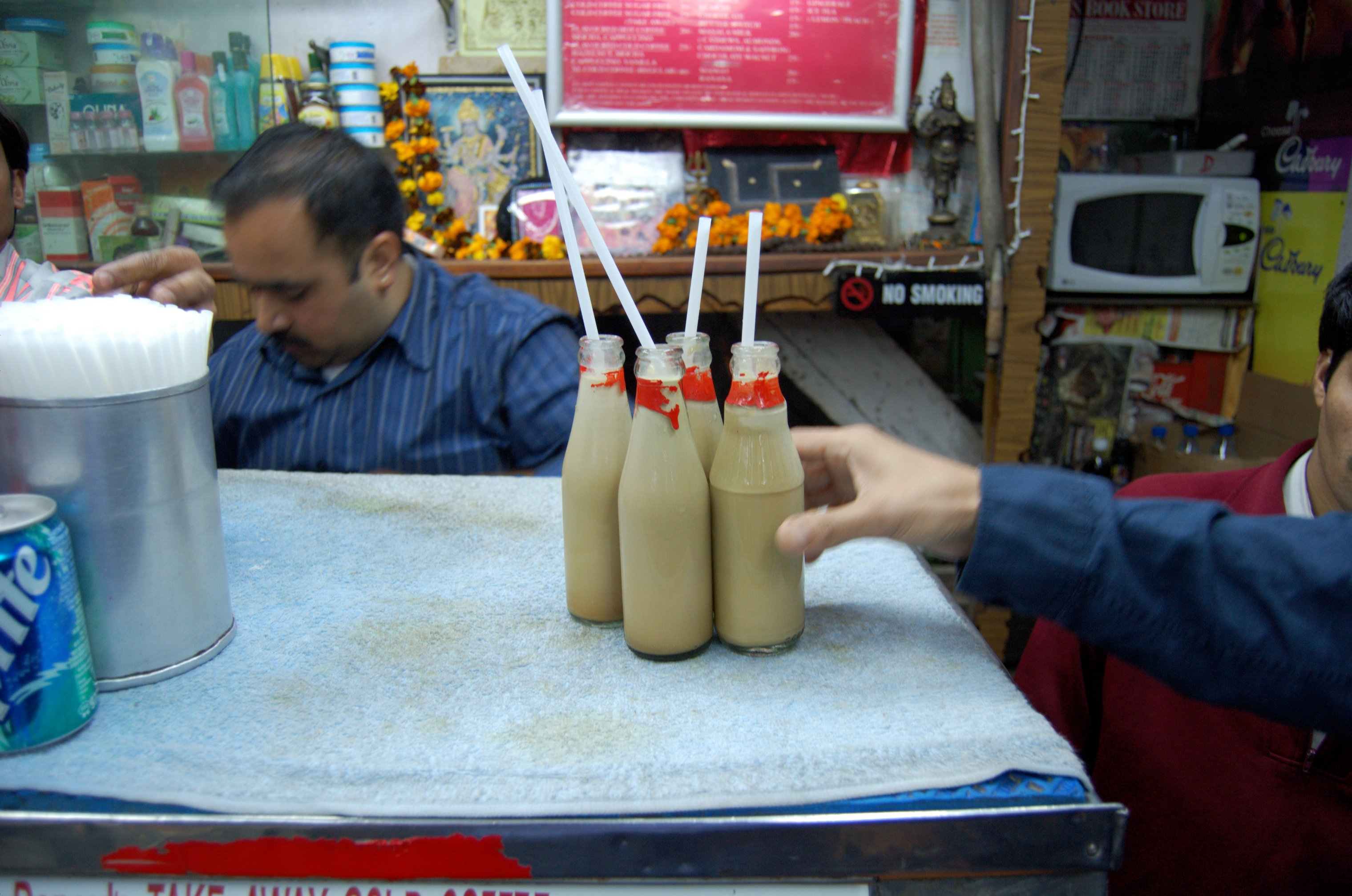
Kawa mrożona w Nowym Delhi

Indonezja jest czwartym światowym producentem kawy i pierwszym producentem robusty. 90% tutejszych upraw to Coffea canephora (kawa kongijska) z małych gospodarstw rodzinnych. Oznacza się ją napisem Indonezian (ewentualnie z dopiskiem Java). Oba te napisy nie gwarantują pochodzenia towaru z Jawy, czy nawet w ogóle z Indonezji. Kawa indonezyjska jest mocna, "syropowata" i ma doskonałą kwaskowatość. Również arabica z Indonezji (10% produkcji) należy do światowej czołówki. Eksport kierowany jest głównie do Niemiec i Japonii.
Standardy kawy indonezyjskiej:
- WIB: brak patyków i kamieni, ziarna zatrzymują się na sicie o średnicy oczek 5,25 mm (tolerancja - 2,5%), 0,25% ziaren czarnych, 0,5% ziaren zeschniętych, 0,75% ziaren połamanych, 5% ziaren uszkodzonych przez szkodniki,
- GB-EK 1 Special: drobnoziarnista kawa sortowana, brak wad,
- EK 1: 3,5% wad,
- EK 2: 5-7% wad,
- EK 3: 10-12% wad[2].

Specyficzny smak kawy jawajskiej określa się nazwą pungent ("cierpkość", smak korzenny). Ze względu na metodę wyłuskiwania ziaren kawę jawajską dzieli się następująco:
- WIB: metoda mokra, ziarno nazywane zachodnioindyjskim,
- OIB: metoda sucha, ziarno nazywane wschodnioindyjskim,
- GB: metoda sucha, tzw. przygotowanie zwykłe[2].

Do znakomitych należą także kawy z wyspy Celebes, np. jeden z najlepszych gatunków na świecie, Celebes-Kalosi.
Z Sumatry pochodzi 60% indonezyjskiej produkcji kawy i są do gatunki ze światowej czołówki, bogate, mięsiste, o delikatnej kwaskowatości. Ziarno przygotowywane jest w specyficzny sposób - suszone jest wraz z owocnią. Gatunek Mandheling jest prawdopodobnie najbardziej mięsistą kawą świata. Na Sumatrze stosuje się standardy indonezyjskie z wyodrębnieniem klasy Sumatra GB (20-25% wad).

## Klasyfikacja indyjskiej kawy mytej
Klasyfikacja indyjska kawy mytej obejmuje osobno gatunki arabica i robusta.

### Arabica (klasaArabica plantation)
- klasa A lub AA - najwyższa. Ziarno wyrównane, czyste, bez pleśni i zanieczyszczeń. Odsetek ziaren wadliwych lub tzw. perłowych (ang. peaberry) do 2%, przewaga ziaren w 90% zatrzymujących się na sicie nr 6,65 lub w 98,5% na sicie nr 6,
- klasa B. Ziarna wyrównane, lecz nieco mniejsze niż w klasie A, 3% ziaren wadliwych i 2% perłowych, bez pleśni i zanieczyszczeń, przewaga ziaren w 75% zatrzymujących się na sicie nr 6 lub w 98,5% na sicie nr 5,5,
- klasa C. Przewaga ziaren w 75% zatrzymujących się na sicie nr 5,5, tak płaskie, jak i perłowe, bez pleśni i zanieczyszczeń,
- klasa T (triade) - odpady, których nie przeznacza się na eksport[2].

### Robusta  (klasaRobusta parchment)
- klasa AB. Ziarno wyrównane, czyste, bez pleśni i zanieczyszczeń. Odsetek ziaren wadliwych na poziomie do 3%, a perłowych do 2%, przewaga ziaren w 90% zatrzymujących się na sicie nr 6 lub w 98,5% na sicie nr 5,5,
- klasa C. Ziarno z dopuszczalnym odsetkiem 2% ziaren połamanych, czarnych i brązowych, w 100% zatrzymujących się na sicie nr nr 5,5[2].

## Klasyfikacja indyjskiej kawy niemytej
Klasyfikacja indyjska kawy niemytej (przygotowywanej na sucho) obejmuje osobno gatunki arabica i robusta.

### Arabica (klasaArabica cherry)
- klasa AB. Ziarno wyrównane, czyste, bez pleśni i zanieczyszczeń. Odsetek ziaren wadliwych na poziomie do 3%, a perłowych do 2%, przewaga ziaren w 90% zatrzymujących się na sicie nr 6 lub w 98,5% na sicie nr 5,5,
- klasa C. Ziarno z dopuszczalnym odsetkiem 2% ziaren połamanych, czarnych i brązowych, w 75% zatrzymujących się na sicie nr nr 5,5[2].

### Robusta (klasaRobusta cherry)
- klasa AB. Ziarno wyrównane, czyste, bez pleśni i zanieczyszczeń. Odsetek ziaren wadliwych i perłowych na poziomie do 2%, przewaga ziaren w 90% zatrzymujących się na sicie nr 6 lub w 98,5% na sicie nr 5,5,
- klasa C. Ziarno z dopuszczalnym odsetkiem 2% ziaren połamanych, czarnych i brązowych, w 100% zatrzymujących się na sicie nr nr 5,5[2].

## Klasyfikacja iworyjska
Na terenie Wybrzeża Kości Słoniowej uprawiana jest tylko odmiana Coffea canephora, czyli kawa kongijska w odmianie Konilon. Państwo jest trzecim na świecie producentem kawy. Główni odbiorcy to Francja i Holandia.
Typy kawy iworyjskiej:
- extra prima: liczba wad - 15, ziaren połamanych - 5, wygląd - jednolity,
- prima: liczba wad - 30, ziaren połamanych - 5, wygląd - jednolity,
- superieur: liczba wad - 60, ziaren połamanych - 10, wygląd - nie określa się (90% eksportu),
- courant: liczba wad - 90, ziaren połamanych - 10, wygląd - nie określa się[2].

Rozmiar ziaren:
- klasa 1: zatrzymuje się na sicie nr 16 (tolerancja: małe ziarna - 6%, poniżej sita 14 - 1%), masa - 360 gramów,
- klasa 2: zatrzymuje się na sicie nr 14 (tolerancja: małe ziarna - 6%, poniżej sita 12 - 1%), masa - 300 gramów,
- klasa 3: zatrzymuje się na sicie nr 12 (tolerancja: małe ziarna - 6%, poniżej sita 10 - 1%), masa - 230 gramów,
- klasa 4: zatrzymuje się na sicie nr 10 (tolerancja: małe ziarna - 6%), masa - 180 gramów[2].

Tabela przeliczeniowa wad:
- 1 ziarno czarne, 1 duża skórka, 1 patyk lub trześnia, 2 ziarna półczarne lub kwaśne, 5 ziaren gąbczastych lub pokrytych plamkami, 10 ziaren naruszonych przez szkodniki: 1 wada,
- 2-3 małe skórki: 2 wady[2].

## Klasyfikacja jamajska

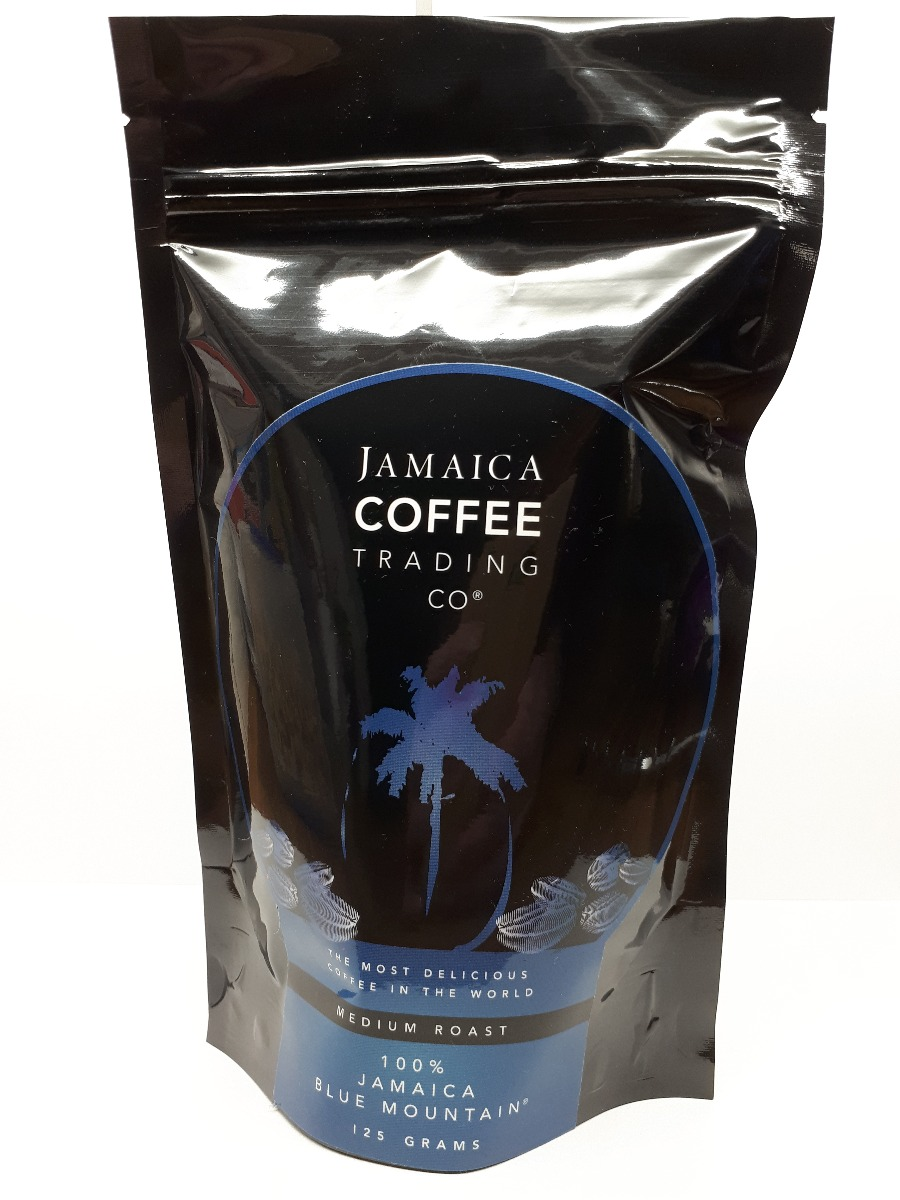
Kawa Blue Mountain z Jamajki

Jamajskie kawy (wyłącznie arabica) są wyjątkowo wysokiej jakości. Nawet te uprawiane na nizinach jakościowo dorównują dobrym kawom z innych krajów Ameryki Łacińskiej. W USA dodaje się je do mieszanek, celem poprawy ich jakości. Ziarna arabiki (odmiany Typica) pochodzące z upraw na stokach Gór Błękitnych (powyżej 900 m n.p.m.), nazywane Blue Mountain, uważane są za najlepsze na świecie i osiągają najwyższe ceny, w związku z czym bywają fałszowane. Kawa ta jest idealnie zrównoważona pod względem smaku, aromatu i kwaskowatości.
Blue Mountain sortuje się ręcznie i dzieli na następujące wielkości:
- Blue Mountain No. 1: zatrzymuje się na sicie nr 17 i 18,
- Blue Mountain No. 2: zatrzymuje się na sicie nr 16 i 17,
- Blue Mountain No. 3: zatrzymuje się na sicie nr 15, 16 i 17,
- Blue Mountain Peaberry: z odsianym ziarnem perłowym,
- Blue Mountain Triage[2].

Certyfikaty jakości i oryginalności dla Blue Mountain wystawia urząd państwowy - Coffee Industry Board (CIB). Gatunek ten sprzedaje się tylko w specjalnych, drewnianych beczkach. Produkcja jest niewielka (w 2004 było to około 2000 ton) i w 90% odbierana przez Japonię (pozostałe 10% eksportuje się do Europy i USA).
Inne wysokiej jakości gatunki kawy jamajskiej, to m.in.: High Mountain Supreme, Jamaica Prime oraz Jamaica Select.
Typy kaw jamajskich według wysokości położenia plantacji:
- low grown central:
  - fair washed: 300–700 m n.p.m.,
  - good washed: 700–850 m n.p.m.,
  - extra good washed: 850–950 m n.p.m.,
- standard central:
  - prime washed: 950–1100 m n.p.m.,
  - extra prime: 1100–1300 m n.p.m.,
- high grown central:
  - semi hard bean: 1300–1400 m n.p.m.,
  - hard bean: 1400–1500 m n.p.m.,
- strictly high grown central:
  - strictly hard bean: 1500–1900 m n.p.m.[2].

## Klasyfikacja jemeńska
Agrokultura uprawy kawy w Jemenie należy do najlepszych na świecie. Zarówno mokra, jak i sucha metoda przygotowania ziaren jest specyficzna tylko dla Jemenu. Kawa z tego kraju jest dostarczana do Europy i Azji już od XVII wieku. Uprawiana jest arabica w odmianach Bourbon i Typica, a także dziesięć gatunków lokalnych, pochodzących od kawowców etiopskich. Głównym i jakościowo wyjątkowym produktem jest Mokka. Większość kaw jemeńskich jest organiczna.
Jemen nie stosuje urzędowych klasyfikacji ziaren. Używa się określenia Yemen Mocha, czasami z uszczegółowieniem: Mocha Mattari lub Mocha Sanani. Do tego dodawane są dane opisowe, np. wilgotność w granicach 10%, ziarno bez zanieczyszczeń lub bez porażenia przez szkodniki, a także stwierdzenia marketingowe typu najbardziej charakterystyczny smak na świecie.

## Klasyfikacja kenijska

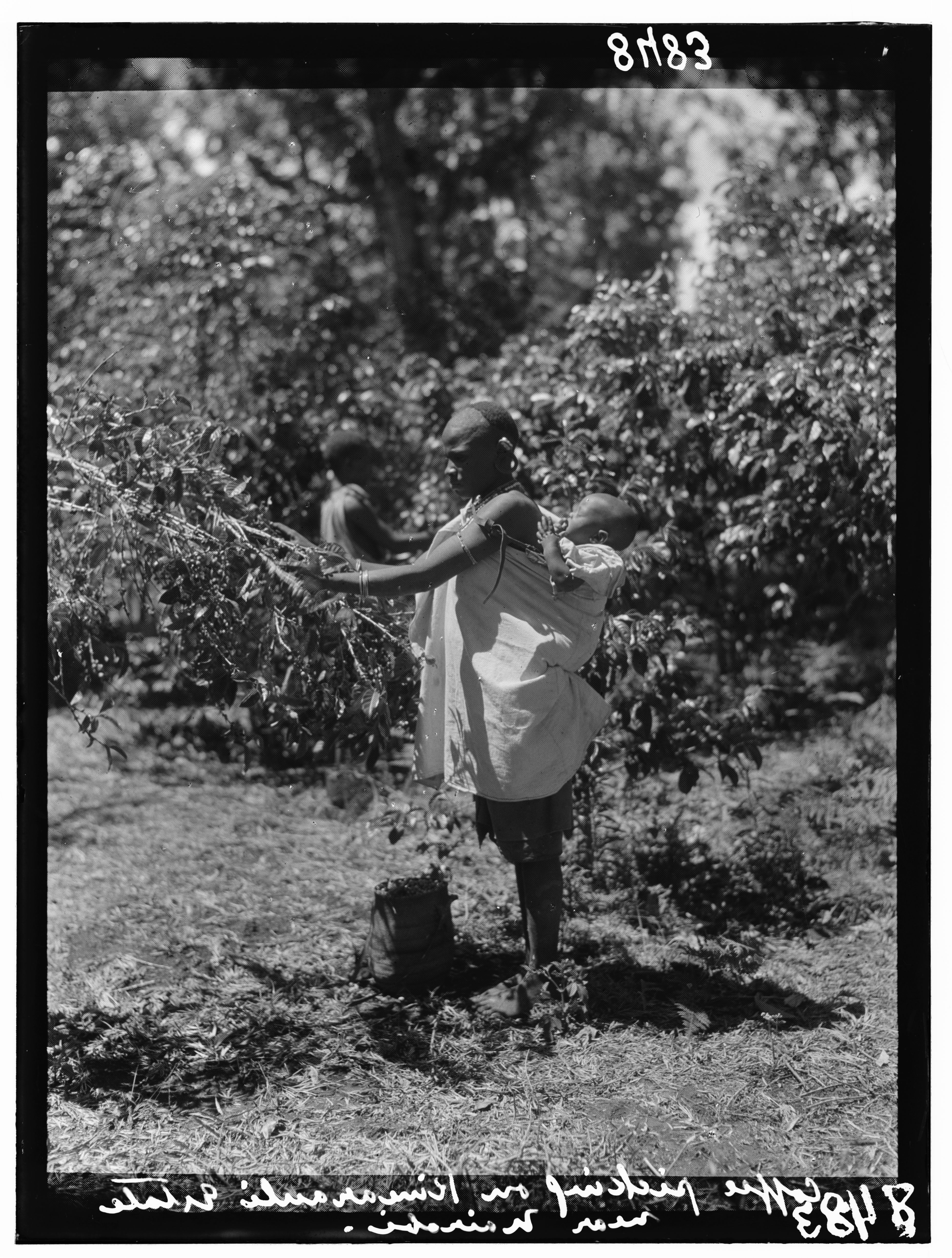
Kobieta zbierająca kawę na kenijskiej plantacji w 1936

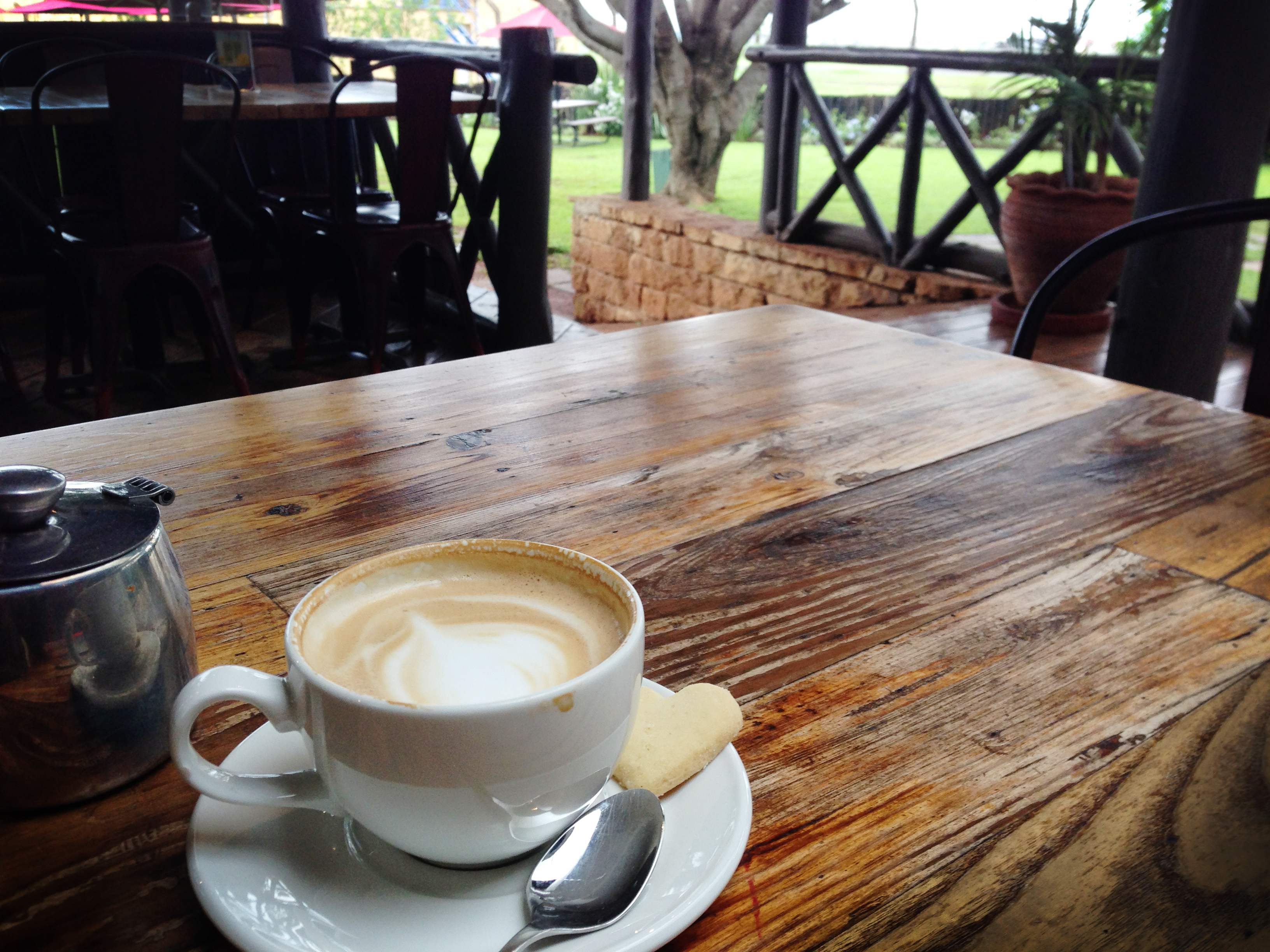
Kawa w Nairobi

Przemysł kawowy w Kenii jest najlepiej zorganizowany na świecie. Ziarno wytwarza się głównie w gospodarstwach chłopskich, zwozi do spółdzielczych punktów skupu, gdzie jest pozyskiwane na mokro, suszone i dostarczane do centrali spółdzielczych. Stąd transportowane jest do Coffee Board of Kenya (organizacji promującej konkurencję w branży kawowej, produkcję, przetwarzanie i budowanie marki kawy kenijskiej na poziomie lokalnym i międzynarodowym oraz działającej w celu regulowania przemysłu kawowego w interesie publicznym), który selekcjonuje ziarna i sprzedaje na aukcjach w Nairobi według standardów rady kawowej. Producenci uzyskują w Kenii stosunkowo dobre ceny, co nie jest regułą na świecie. Kawa z Kenii ma dobry smak i doskonały aromat, a także wyraźną kwaskowatość.
Kawy kenijskie oferowane są w następujących klasach jakościowych:
- AA (najwyższa): ziarna zatrzymują się na sicie nr 18,
- A (wysoka): ziarna zatrzymują się na sicie nr 17,
- BB (dobra): ziarna zatrzymują się na sicie nr 16 i 15,
- B (zadowalająca): ziarna zatrzymują się na sicie nr 16 i 15 - napar (mimo ostrego smaku i niebyt intensywnego aromatu) jest jeszcze dobrej jakości,
- C: ziarna zatrzymują się na sicie nr 15,
- T: ziarna zatrzymują się na sicie nr 14,
- PB (peaberry): ziarna perłowe zatrzymujące się na sitach o podłużnym kształcie oczek,
- E: ziarna bardzo duże (tzw. elephants)[2].

Druga skala stosowana w Kenii jest następująca:
- PB (peaberry): ziarno najbardziej poszukiwane, groszkowe,
- AA Plus Plus: ziarno niebieskawe,
- AA Plus: ziarno szarawo-niebieskawe,
- AA: ziarno szarawo-zielone,
- AB: ziarno zielonkawe[2].

Na potrzeby tej skali stosowana jest ośmiostopniowa skala barwna: ziarna niebieskawe/bluish, szarawo-niebieskawe/greyish, szarawo-zielone/greyish green, zielonkawe/greenish, brązowo-szaro-zielone/brownish grey green, brązowawe/brownish, wyblakłe/pale (poza wyborem) oraz brązowe/brown (poza wyborem). Barwę bruzdki na ziarnie określa się jako: białą, żółtawą i brązową, jak również otwartą lub zamkniętą.
Jakość naparu ocenia się biorąc pod uwagę cztery kryteria:

- kwaskowatość: 
  - wyrazista,
  - średnia,
  - lekko-średnia,
  - lekka,
  - cierpka,
  - brak
- cielistość:
  - pełna,
  - lekka,
  - średnia,
  - brak,
- aromat:
  - doskonały,
  - dobry/doskonały,
  - dobry,
  - średniodobry,
  - przeciętny,
  - słaby,
  - zły,
  - brak,
- smak:
  - doskonały,
  - dobry,
  - średniodobry,
  - przeciętny+,
  - przeciętny,
  - przeciętny-,
  - słaby,
  - zły,
  - bardzo zły[2].

## Klasyfikacja kolumbijska

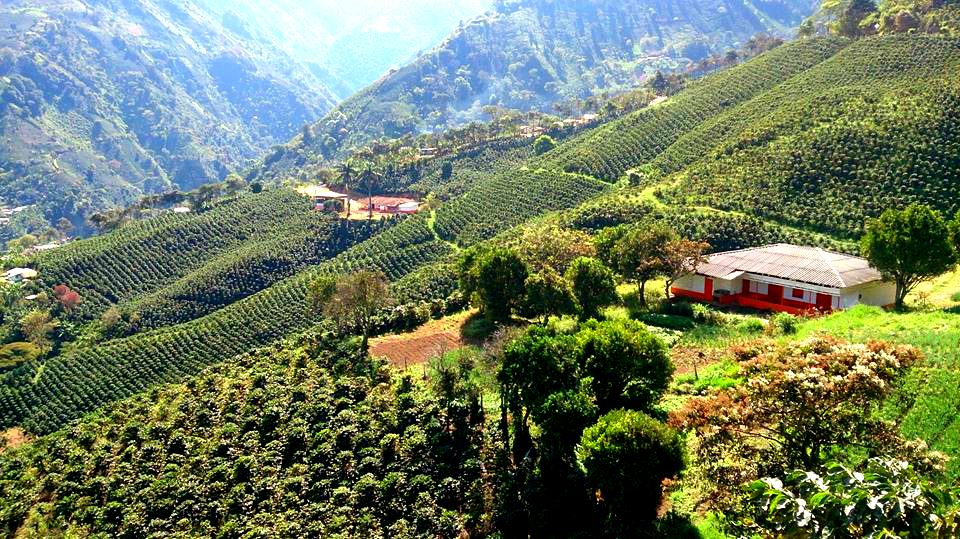
Kolumbijska plantacja (Bolívar)

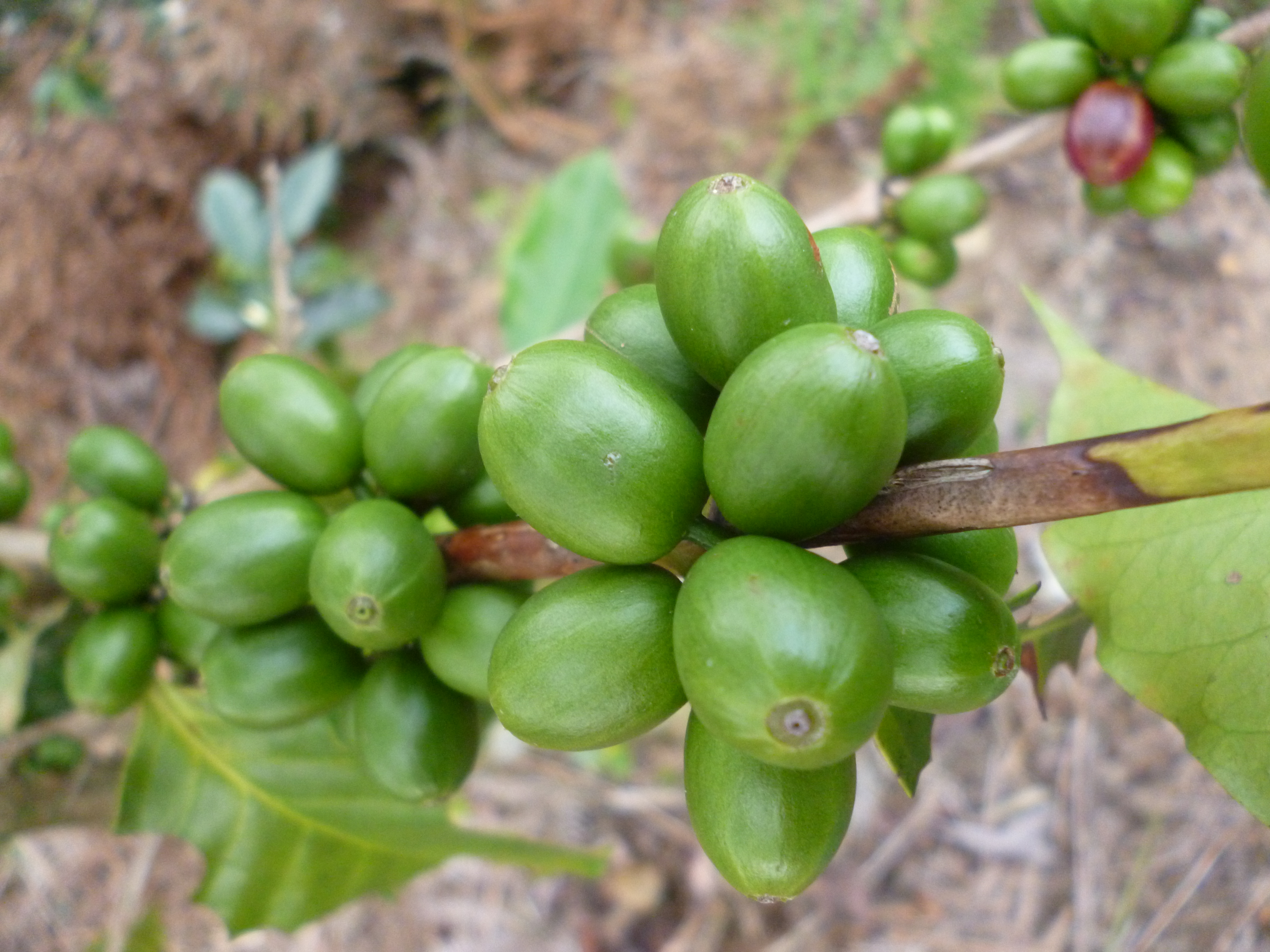
Owoce kolumbijskiej arabiki

Kolumbia jest drugim co do wielkości światowym producentem arabiki, zaspokajając 12% globalnego eksportu (2004). Jakość kaw kolumbijskich jest doskonała, a pochodzą one głównie z małych gospodarstw. Do USA wysyłane są przede wszystkim mieszanki oznaczane akronimem MAM (od odmian Medellin-Armenia-Manizales pochodzących z różnych regionów kraju). Inne dobre gatunki to np. Bogota i Bucaramango.
Kawa eksportowa jest starannie klasyfikowana oraz kalibrowana według ujednoliconego wzorca państwowego. Wszystkie ziarna na eksport są pozbawione zanieczyszczeń, skalibrowane i charakteryzują się dobrym smakiem, kwaskowością i łagodnym aromatem. Jako że przyjmuje się, iż kawa z Kolumbii jest jakościowo wyjątkowa, na certyfikatach zamieszczony jest napis 100% Colombian Cafe. Nawet w przypadku, gdy dana partia nie jest najwyższej jakości, jest to zawsze kawa co najmniej bardzo dobra.
Typy standardowe to:
- supremo: duże, wyselekcjonowane ziarna, zatrzymujące się na sitach nr 18 i 17, z 5% tolerancja poniżej sita nr 17, barwa niebiesko-zielona, dobra kwaskowatość, brak zanieczyszczeń i ziaren wadliwych,
- excelso especial: jakość jak supremo, ale mniejsze ziarno, zatrzymuje się na sitach nr 18, 17 i 16,
- excelso: typ podstawowy, dominujący w eksporcie, różni się od lepszych wielkością ziaren zatrzymujących się na sitach nr 18, 17, 16, 15 i 14,
- maragogype: ziarna odmiany o tej samej nazwie, duże ziarna, bez domieszek innych odmian,
- caracol: selekcjonowana kawa perłowa bez domieszki ziaren o innych kształtach[2].

Jako passilla określona jest kawa zasadniczo nie dopuszczona do eksportu, sprzedawana ewentualnie jako pozanormatywna.

## Klasyfikacja kongijska i DRK
Zarówno w Kongu, jak i DRK stosuje się standardy kenijskie. W Kongu uprawia się arabikę i robustę, przede wszystkim na plantacjach państwowych i spółdzielczych. W DRK uprawiana jest arabika i Coffea canephora, czyli kawa kongijska. Tę drugą produkują głównie Europejczycy z prowincji Uele. Arabika natomiast rośnie w swoim środowisku naturalnym. Dobre odmiany to Kivu i Ituri. Eksport odbywa się głównie do Belgii, Luksemburga i USA.

## Klasyfikacja kostarykańska

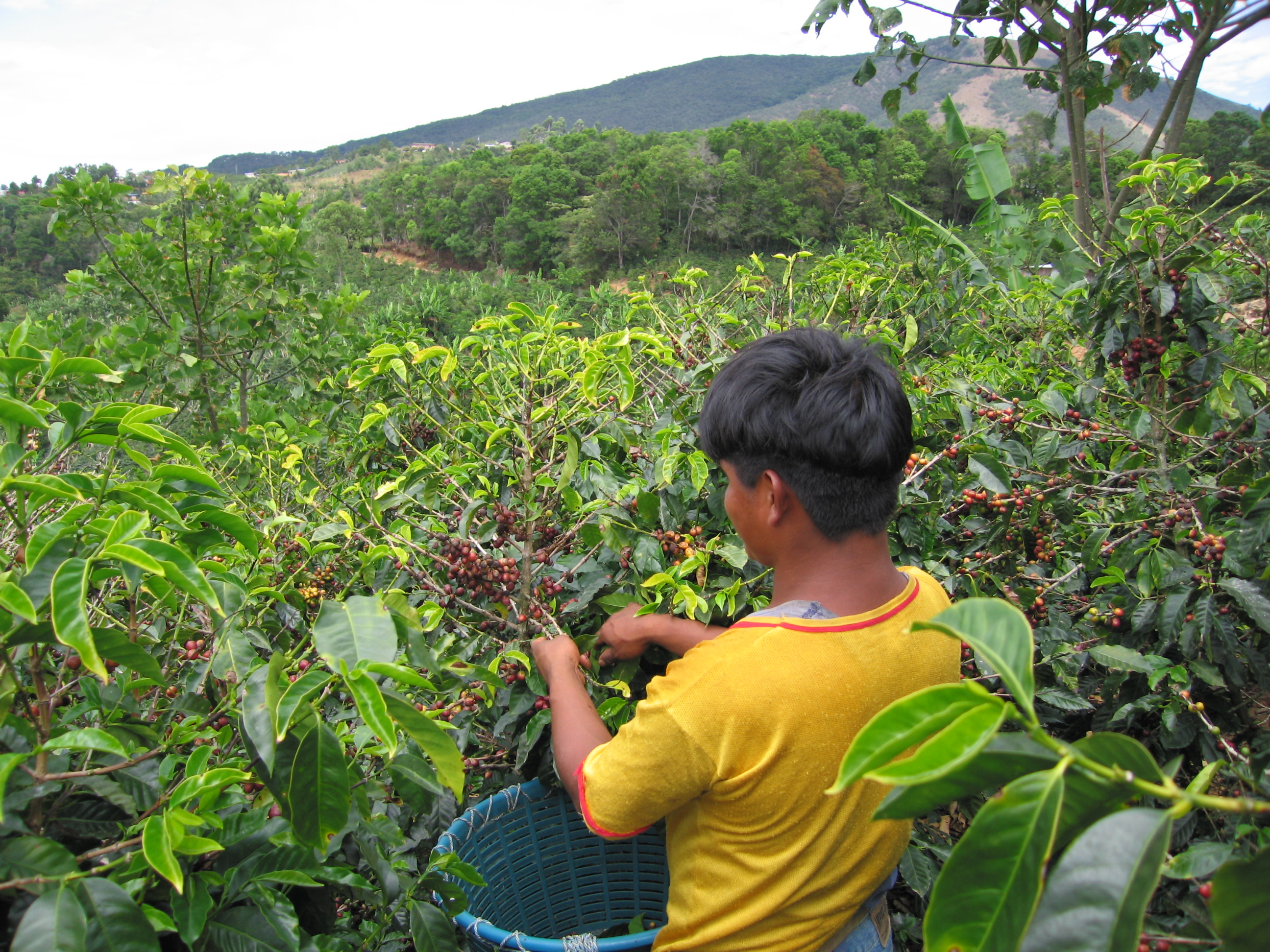
Zbiór ziaren w Kostaryce

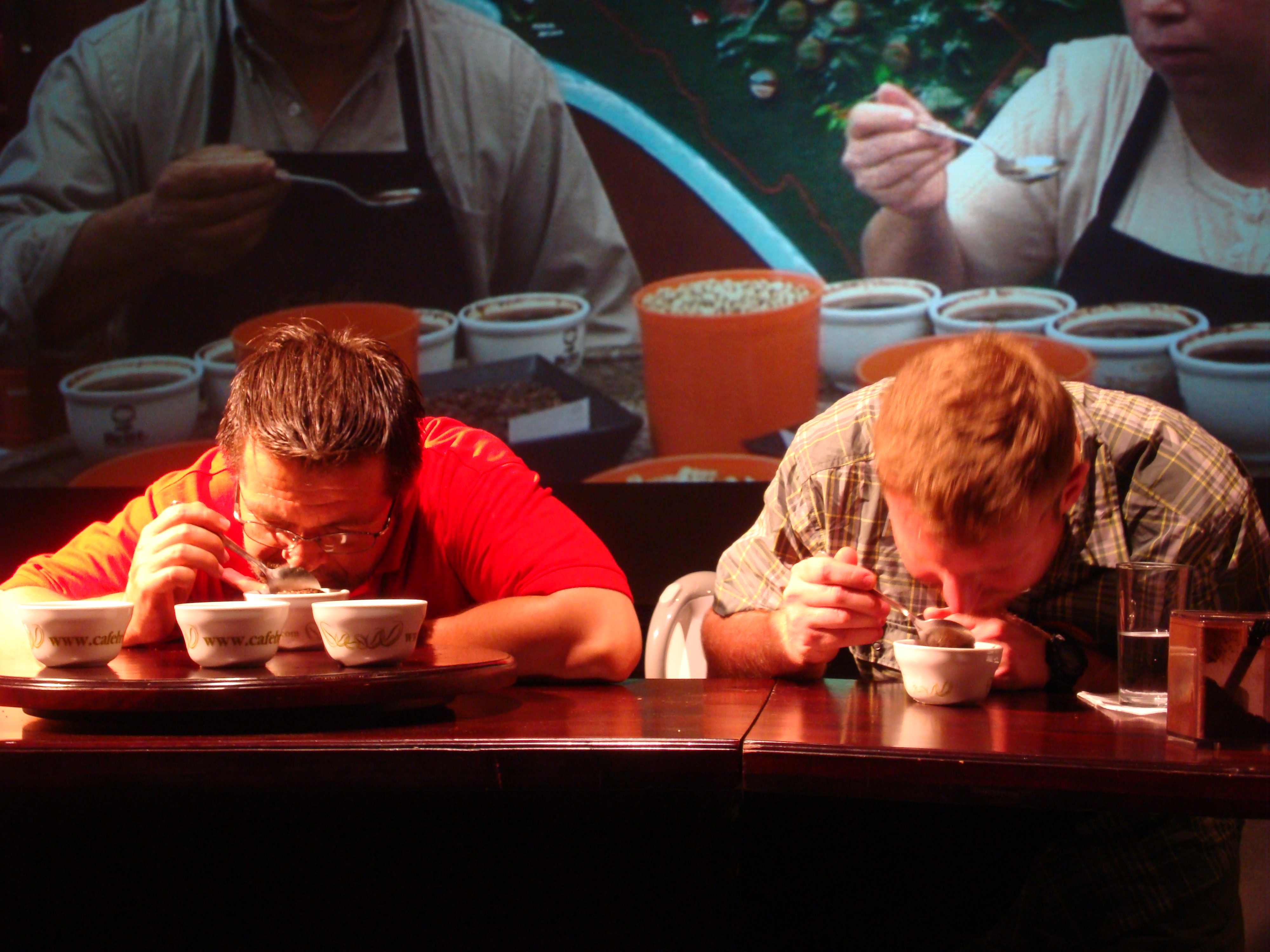
Testowanie kostarykańskiej kawy

Klasyfikacja używana w Kostaryce obejmuje dziewięć typów kaw rosnących na różnych wysokościach, zarówno od strony wybrzeża pacyficznego, jak i atlantyckiego. Kawy kostarykańskie są bardzo zróżnicowane pod względem smakowym i aromatycznym.
Kawy klasyfikowane są w następujących typach:
1. SHB (strictly hard bean): uprawa na wysokości 1300–1800 m n.p.m. od strony Pacyfiku, długie ziarna, wysoka kwaskowatość, intensywny smak i aromat,
2. GHB (good hard bean): uprawa na wysokości 1000–1300 m n.p.m. od strony Pacyfiku, długie ziarna, wysoka kwaskowatość, intensywny smak i aromat,
3. HB (hard bean): uprawa na wysokości 900–1000 m n.p.m. od strony Pacyfiku, długie ziarna, dobra kwaskowatość, intensywny smak i aromat,
4. MHB (medium hard bean): uprawa na wysokości 500–1100 m n.p.m. w strefie międyoceanicznej, dobra kwaskowatość, winny posmak (podobieństwo do wenezuelskiego gatunku Tachira),
5. P (Pacific): uprawa na wysokości 400–1000 m n.p.m. w prowincjach Gwanacaste i Puntarenas, parametrami zbliżona do klasy HB,
6. HGA (hard grown atlantic): uprawa na wysokości powyżej 900 m n.p.m. od strony Atlantyku, długie ziarna, dobra kwaskowatość, smak i aromat nieco niżej oceniane niż klasy pacyficzne,
7. MGA (medium grown atlantic): uprawa na wysokości 600–1000 m n.p.m. od strony Atlantyku, nieco niższej jakości niż HGA, ale dająca stosunkowo dobry napar,
8. LGA (low grown atlantic): uprawa na wysokości 150–600 m n.p.m. od strony Atlantyku, najniższej jakości asortyment kostarykański, napar o znikomym smaku i aromacie oraz nieprzyjemnym, trawiastym posmaku,
9. CR (Costarican): grupa kaw starannie selekcjonowanych i przeznaczonych dla określonych rynków, np.:
  - european preparation: długie ziarna, wszelkie zanieczyszczenia usuwane ręcznie,
  - USA preparation: usuwanie zanieczyszczeń mechaniczne, spory odsetek ziaren połamanych[2].

## Klasyfikacja madagaskarska
Kawa z Madagaskaru (arabica odmiany Bourbon) klasyfikowana jest według norm kenijskich. Eksport wysyłany jest głównie do Francji.

## Klasyfikacja meksykańska

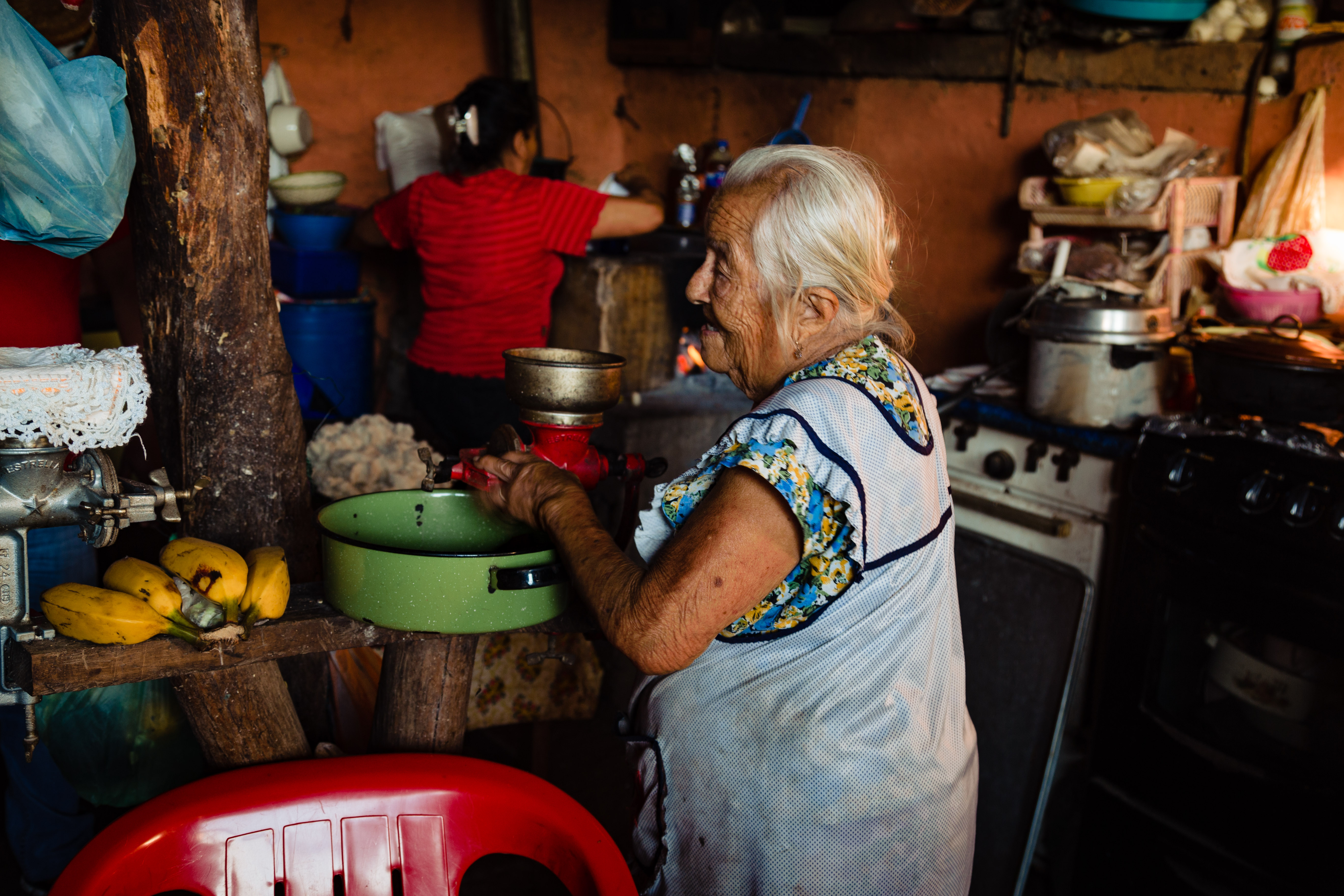
Meksykańska farmerka kawowa

W Meksyku prawie połowa zbiorów (wyłącznie arabica) przeznaczona jest na rynek wewnętrzny, a kawa jest narodowym produktem meksykańskim. Uprawia się ja na południu kraju. Nazewnictwo handlowe gatunków pochodzi od miejsc pochodzenia, np. Coatepac, czy Cordoba.
Meksykańska klasyfikacja kaw obejmuje następujące typy (A - kawy myte, B - kawy naturalne):
- A1 (high grown): ziarno z plantacji położonych na wysokości ponad 900 m n.p.m., o dobrej kwaskowatości, aromatyczne, dające mocny napar i mające przyjemny wygląd, procentowa zawartość wilgoci 9-12%, liczba wad w próbce 1-funtowej (453 g) - 7, maksymalna liczba wad po prażeniu - 1%,
- A2 (prime washed): ziarno z plantacji położonych na wysokości od 700 do 900 m n.p.m., o przyjemnym wyglądzie i właściwościach smakowych i aromatycznych, spełniające wymagania nowojorskiej giełdy cukrowo-kawowej dla kaw środkowoamerykańskich, procentowa zawartość wilgoci 9-12%, liczba wad w próbce 1-funtowej (453 g) - 10, maksymalna liczba wad po prażeniu - 2%,
- A3 (good washed): ziarno z plantacji położonych na wysokości od 100 do 700 m n.p.m., bez obcych posmaków i aromatów, procentowa zawartość wilgoci 9-12%, liczba wad w próbce 1-funtowej (453 g) - 10, maksymalna liczba wad po prażeniu - 2%,
- A4 (różne wysokości), procentowa zawartość wilgoci 9-12%, reszty parametrów nie określa się, nie przeznaczona na eksport,
- B1 (różne wysokości), procentowa zawartość wilgoci 9-12%, reszty parametrów nie określa się, napar typowy,
- B2 (różne wysokości), procentowa zawartość wilgoci 9-12%, reszty parametrów nie określa się, napar wadliwy[2].

## Klasyfikacja panamska

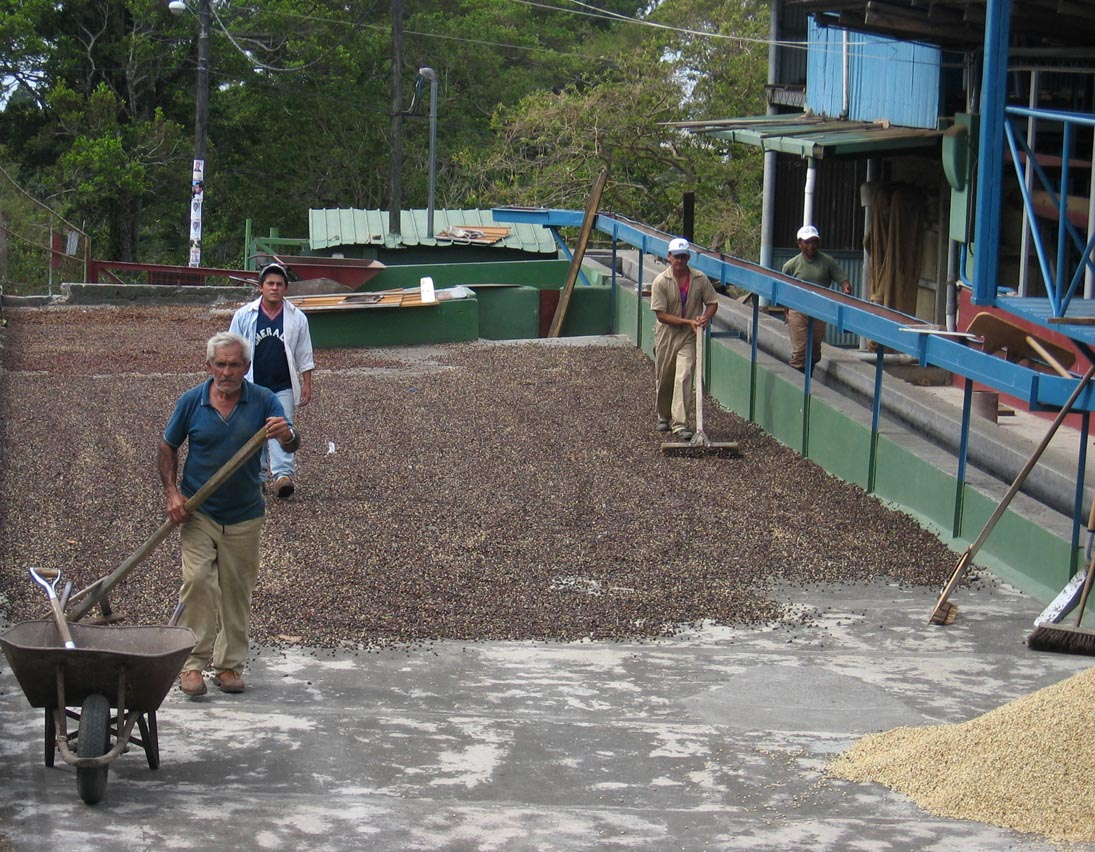
Suszenie kawy w Panamie

W Panamie uprawia się wyłącznie arabicę (odmiany Typica i Bourbon), a także oryginalną odmianę dla koneserów - Cafe Volcan Baru (stoki wulkanu Baru). Cała produkcja, choć stosunkowo mała, jest wysokiej jakości. Napary charakteryzują się łagodnością i równowagą smakową. Eksport prowadzony jest głównie do Francji i Finlandii. Ziarno klasyfikuje się według norm nowojorskich. Dominuje typ strictly hard bean.

## Klasyfikacja peruwiańska
Kawę z Peru klasyfikuje się według norm nowojorskich. Połowa eksportu kierowana jest do USA. Arabica z Peru uchodzi za jedną z najsłabszych jakościowo na świecie. Najlepiej przygotowane ziarno pochodzi z plantacji spółdzielczych (około 70% w 2004). Dobre ziarno produkują też niezależnie certyfikowane plantacje na północy kraju i są to kawy organiczne.

## Klasyfikacja portorykańska
Na Portoryko uprawia się wyłącznie arabikę, przede wszystkim w odmianie Bourbon, a także nową mieszankę Yauco (jako kawa Yauco Selecto), która uchodzi za najlepszą na wyspie oraz dobrą odmianę Grand Lares. Od początku lat 70. XX wieku kawy portorykańskie uważane są za najlepsze do produkcji kaw rozpuszczalnych.

## Klasyfikacja rwandyjska
Kawa pochodząca z Rwandy w całości przygotowywana jest na mokro (washed), w tym częściowo metodą tzw. pełnego mycia (fully washed) i klasyfikowana następująco:
- fully washed:
  - FWAAA,
  - FWAA,
  - FWA,
- washed:
  - 1,
  - 2,
  - 3a,
  - 3b,
  - 4,
  - 5[2].

Około 85% zbiorów stanowi ziarno w klasach 2 oraz 3a w około 50% eksportowane do USA. Do Europy wysyłana jest kawa w klasie FW. Rwandyjska kawa jest bardzo dobra, mocna, intensywna smakowo i ma wysoką kwaskowatość.

## Klasyfikacja salwadorska

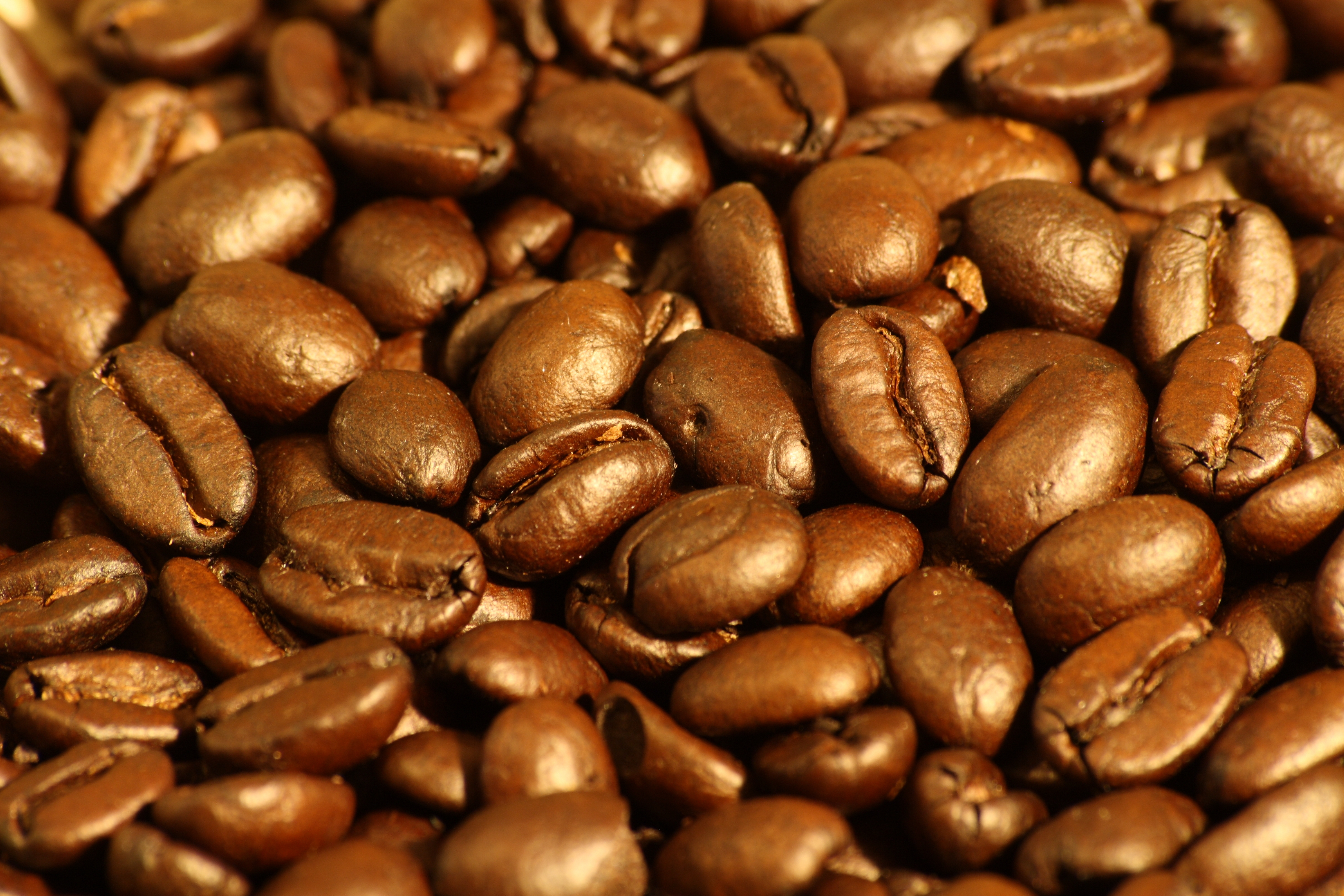
Salwadorskie ziarna Dark roasted espresso

W Salwadorze uprawia się wyłącznie arabicę (odmiany Typica i Bourbon). Najpopularniejsza odmiana organiczna to Pipil. Uprawa kawy dostarcza 25% dochodu narodowego kraju i stanowi 4,5% światowego eksportu (2004).
Ziarna są klasyfikowane według wysokości położenia plantacji:
- central standard: pochodzi z plantacji na wysokości 500–900 m n.p.m., ziarna niebieskie, rozmiar sita 17-18, średnia kwaskowość, winny posmak, eksport tylko do USA (około 25% krajowej produkcji),
- central high grown: pochodzi z plantacji na wysokości 900–1400 m n.p.m., ziarna zielono-niebieskie, lekko połyskliwe, rozmiar sita 16-18, napar o delikatnym smaku, ale średnim aromacie, eksport głównie do Europy (około 60% krajowej produkcji),
- strictly high grown: pochodzi z plantacji na wysokości ponad 1400 m n.p.m., ziarna niebiesko-zielone, rozmiar sita 17-18, napar o dobrej kwasowości, mocny, delikatny w smaku, ale o średnim aromacie, eksport głównie do Europy (około 15% krajowej produkcji)[2].

## Klasyfikacja tanzańska

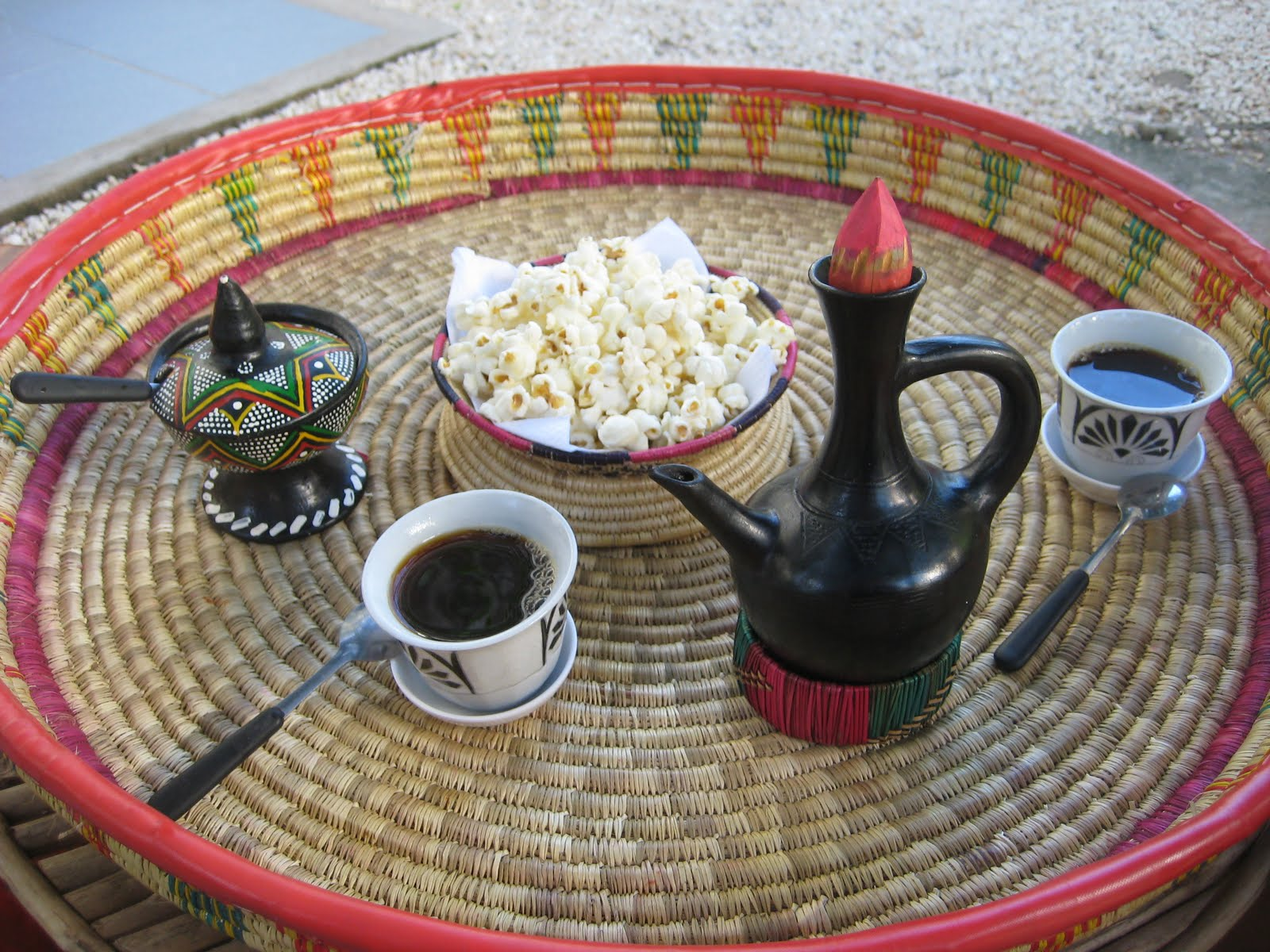
Kawa etiopska na Zanzibarze

Na terenie Tanzanii powstanie pierwszych plantacji kawy zanotowano w latach 20. XX w. Po okresie stagnacji ponowny rozwój zaczął się w latach 50. U podnóży Kilimandżaro i Meru rozłożyły się duże plantacje prowadzone przez Europejczyków, a obok nich niewielkie, jedno-dwuhektarowe gospodarstwa farmerskie miejscowej ludności z plemienia Czagów. Głównym ośrodkiem przeróbki ziarna kawowego stało się Moshi. W Tengeru (dawn. Lyamungu, obecnie w granicach Aruszy) istnieje od 1934 r. Centralny Instytut Kawy (ang. Lyamungu Research Institute of the Tanzania Ministry of Agriculture, posp. National Centre for Coffee Research), który m.in. rozpropagował pochodzącą z Etiopii cenioną odmianę "geisha" (też: "gesha").
W Tanzanii uprawia się zarówno arabikę (około ⅔ produkcji), jak i robustę (około ⅓ produkcji). Kawa tanzańska cechuje się wspaniałym aromatem, jest łagodna i ma delikatną kwaskowatość. Na eksport wysyła się głównie ziarno groszkowe (peaberry). Dodatkowo uprawiana jest też Caffea canephora, czyli kawa kongijska (okolice Bukoby i Karagwe).
Arabica z okręgów Bukoba, Karagwe i Kimwani jest klasyfikowana według następujących standardów:
- washed arabica FAQ (myta),
- unwashed arabica FAQ (niemyta),
- washed arabica UG,
- unwashed arabica UG[2].

Robustę klasyfikuje się według poniższych standardów:
- washed robusta FAQ (myta),
- unwashed robusta FAQ (niemyta),
- washed robusta UG,
- unwashed robusta UG,
- triage (poza wyborem, nieeksportowana)[2].

## Klasyfikacja wietnamska

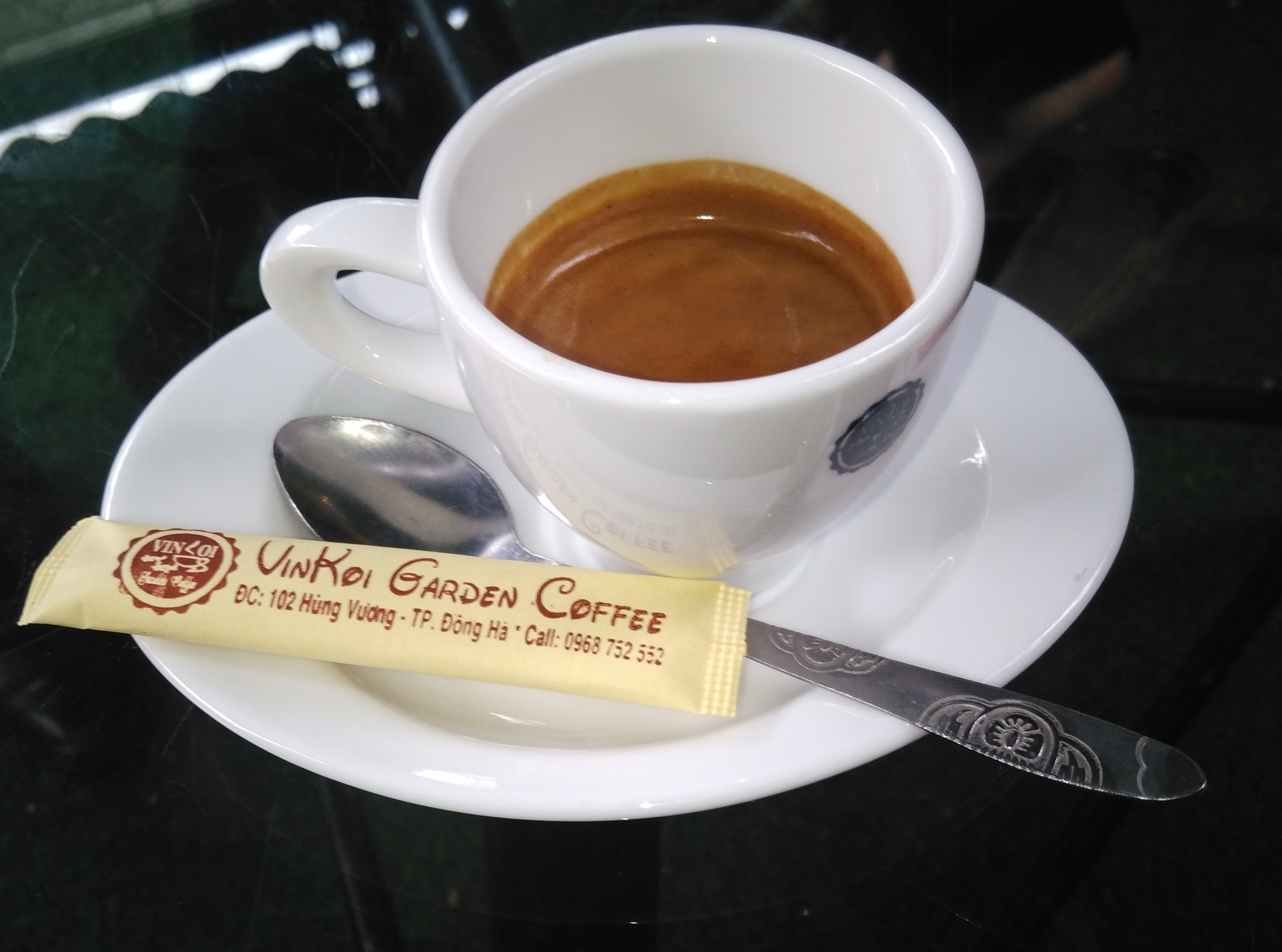
Kawa wietnamska

W Wietnamie, na niewielkich farmach, uprawia się przede wszystkim Coffea canephora (kawę kongijską). Kawa ta jest w większości słaba jakościowo. Najlepsze jakościowo klasy to:
- EK-Special,
- EK-1,
- Dalaj[2].

Robusta typu Graih Noir jest klasyfikowana poza wyborem (ziarno małe, nierówne wymiarowo i czarne).

## Klasyfikacja zambijska
W Zambii stosuje się standardy kenijskie. Uprawia się wyłącznie arabikę odmiany Bourbon (głównie ziarna elephant i peaberry).

## Program poprawy jakości kawy ICO

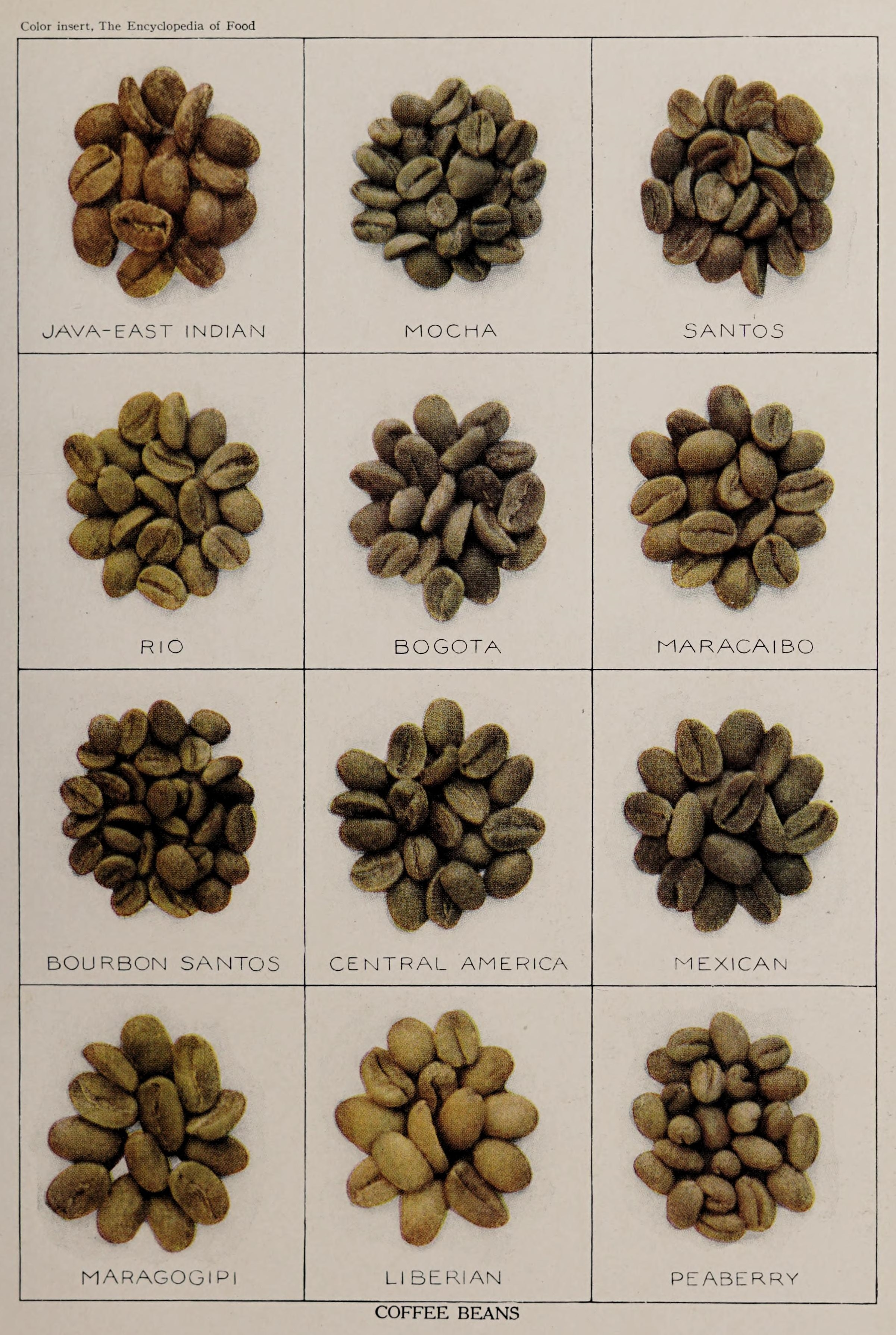
Rodzaje ziaren kawowych według The Encyclopedia of Food autorstwa Artemasa Warda (1923)

W lutym 2002 roku International Coffee Organization wdrożyła program poprawy jakości kawy. Zawiera on minimalne normy dotyczące kawy przeznaczonej na eksport. Członkowie organizacji zobowiązali się do nieeksportowania arabiki, która ma ponad 86 wad na 300-gramową próbkę oraz robusty mającej ponad 150 wad na 300 gramów. Zarówno w przypadku arabiki, jak i robusty, zawartość wilgoci powinna się kształtować na poziomie poniżej 8% lub poniżej 12,5% w przypadku mierzenia metodą ISO 6673.

## Standardy Speciality Coffee Association
SCA jest globalną organizacją branżową, której celem jest wspieranie społeczności zajmujących się kawą, aby rynek ten uczynić bardziej zrównoważonym i sprawiedliwym. Stowarzyszenie zrzesza wszystkich zainteresowanych graczy rynkowych, od plantatorów po baristów, a także zakłady przetwórcze i palarnie. Członkowie pracują m.in. nad ulepszaniem kawy poprzez podnoszenie jej standardów jakościowych na całym świecie. Norma SCA to wysokiej jakości zalecenie komitetu normalizacyjnego organizacji. Jest to wymierna i kwalifikowalna miara, oparta na badaniach naukowych, która określa wartości i/lub zakresy wartości dla kawy. Obecnie SCA ma standardy dotyczące wody, zielonej kawy i naczyń do prażenia.

### Standardy dotyczące kawy zielonej
Aby kawa zielona mogła zostać uznana za gatunek specjalistyczny, musi mieć zero wad kategorii 1 SCA i pięć lub mniej wad kategorii 2 SCA w próbce 350-gramowej. Podczas sortowania zielonej kawy poziom światła na blacie sortowniczym i matach musi mieć pełne spektrum i co najmniej 4000 kelwinów, 1200 luksów. Klasyfikację winno się przeprowadzać na stole o długości i szerokości co najmniej dwóch stóp (0,6096 m na 0,6096 m) lub na czarnej macie równej temu rozmiarowi. Ziarna zielonej kawy klasy specjalistycznej mają pomiar aktywności wody poniżej 0,70 Aw.

### Standardy dla naczyń do prażenia
Do prażenia należy użyć proporcji 8,25 grama (całe ziarna) kawy (± 0,25 grama) do 5,07 uncji (150 ml) wody. Przy dostosowywaniu ze względu na wielkość naczynia należy stosować proporcję 1,63 grama kawy (całe ziarna) na 1 uncję płynu (lub 0,055 g kawy na 1 ml wody). Naczynia winny być wykonane z hartowanego szkła lub materiału ceramicznego. Powinny mieć pojemność od 7 do 9 uncji płynu (207 ml do 266 ml), a ich górna średnica winna wynosić od 3 do 3,5 cala (76 – 89 mm). Wszystkie używane naczynia muszą mieć identyczną objętość, wymiary i materiał wykonania oraz mieć wieczka. Temperatura wody w naczyniach powinna wynosić 200 °F ± 2 °F (92,2 - 94,4 °C) po wylaniu na podłoże. Prażenie kawy trwa od 8 do 12 minut.

### Standardy wody
Komisja ds. Statystyki i Standardów Speciality Coffee Association określiła następujące normy dla wody używanej do parzenia kawy klasy speciality. Aby uzyskać najwyższą jakość ekstrakcji stałych składników kawy, woda do zaparzania powinna mieć następujące właściwości:
- zapach czysty, świeży lub bez zapachu (ocena sensoryczna),
- brak zawartości chloru,
- twardość 50-175 ppm CaCO3.
- alkaliczność 40 ppm,
- pH 6-8[6].